# Babson task
Pour les articles homonymes, voir Babson (homonymie).
Cet article utilise la notation algébrique pour décrire des coups du jeu d'échecs.
Un Babson task est un type de problème d'échecs dans lequel les Noirs disposent de quatre défenses différentes grâce aux quatre promotions d'un pion noir donné, mais sur chacune de ces défenses, les Blancs matent en choisissant exactement la même promotion d'un pion blanc donné.
C'est un cas particulier d'allumwandlung.

## Première réalisation en mat direct
Longtemps considéré comme impossible en mat direct, ce thème fut réalisé pour la première fois en mars 1983 par Leonid Yarosh.
|   | a | b | c | d | e | f | g | h |   |
| 8 | Dame noire sur case noire b8 · Tour blanche sur case noire h8 · Pion blanc sur case noire a7 · Cavalier blanc sur case blanche d7 · Pion noir sur case noire f6 · Pion noir sur case noire c5 · Pion noir sur case blanche f5 · Pion blanc sur case blanche c4 · Roi noir sur case noire d4 · Fou noir sur case noire f4 · Cavalier noir sur case noire h4 · Pion blanc sur case noire g3 · Pion blanc sur case blanche a2 · Cavalier blanc sur case noire b2 · Pion noir sur case blanche c2 · Pion blanc sur case noire d2 · Pion blanc sur case noire f2 · Roi blanc sur case noire h2 · Fou blanc sur case noire a1 · Dame blanche sur case blanche b1 · Tour blanche sur case blanche f1 · Fou blanc sur case blanche h1 | Dame noire sur case noire b8 · Tour blanche sur case noire h8 · Pion blanc sur case noire a7 · Cavalier blanc sur case blanche d7 · Pion noir sur case noire f6 · Pion noir sur case noire c5 · Pion noir sur case blanche f5 · Pion blanc sur case blanche c4 · Roi noir sur case noire d4 · Fou noir sur case noire f4 · Cavalier noir sur case noire h4 · Pion blanc sur case noire g3 · Pion blanc sur case blanche a2 · Cavalier blanc sur case noire b2 · Pion noir sur case blanche c2 · Pion blanc sur case noire d2 · Pion blanc sur case noire f2 · Roi blanc sur case noire h2 · Fou blanc sur case noire a1 · Dame blanche sur case blanche b1 · Tour blanche sur case blanche f1 · Fou blanc sur case blanche h1 | Dame noire sur case noire b8 · Tour blanche sur case noire h8 · Pion blanc sur case noire a7 · Cavalier blanc sur case blanche d7 · Pion noir sur case noire f6 · Pion noir sur case noire c5 · Pion noir sur case blanche f5 · Pion blanc sur case blanche c4 · Roi noir sur case noire d4 · Fou noir sur case noire f4 · Cavalier noir sur case noire h4 · Pion blanc sur case noire g3 · Pion blanc sur case blanche a2 · Cavalier blanc sur case noire b2 · Pion noir sur case blanche c2 · Pion blanc sur case noire d2 · Pion blanc sur case noire f2 · Roi blanc sur case noire h2 · Fou blanc sur case noire a1 · Dame blanche sur case blanche b1 · Tour blanche sur case blanche f1 · Fou blanc sur case blanche h1 | Dame noire sur case noire b8 · Tour blanche sur case noire h8 · Pion blanc sur case noire a7 · Cavalier blanc sur case blanche d7 · Pion noir sur case noire f6 · Pion noir sur case noire c5 · Pion noir sur case blanche f5 · Pion blanc sur case blanche c4 · Roi noir sur case noire d4 · Fou noir sur case noire f4 · Cavalier noir sur case noire h4 · Pion blanc sur case noire g3 · Pion blanc sur case blanche a2 · Cavalier blanc sur case noire b2 · Pion noir sur case blanche c2 · Pion blanc sur case noire d2 · Pion blanc sur case noire f2 · Roi blanc sur case noire h2 · Fou blanc sur case noire a1 · Dame blanche sur case blanche b1 · Tour blanche sur case blanche f1 · Fou blanc sur case blanche h1 | Dame noire sur case noire b8 · Tour blanche sur case noire h8 · Pion blanc sur case noire a7 · Cavalier blanc sur case blanche d7 · Pion noir sur case noire f6 · Pion noir sur case noire c5 · Pion noir sur case blanche f5 · Pion blanc sur case blanche c4 · Roi noir sur case noire d4 · Fou noir sur case noire f4 · Cavalier noir sur case noire h4 · Pion blanc sur case noire g3 · Pion blanc sur case blanche a2 · Cavalier blanc sur case noire b2 · Pion noir sur case blanche c2 · Pion blanc sur case noire d2 · Pion blanc sur case noire f2 · Roi blanc sur case noire h2 · Fou blanc sur case noire a1 · Dame blanche sur case blanche b1 · Tour blanche sur case blanche f1 · Fou blanc sur case blanche h1 | Dame noire sur case noire b8 · Tour blanche sur case noire h8 · Pion blanc sur case noire a7 · Cavalier blanc sur case blanche d7 · Pion noir sur case noire f6 · Pion noir sur case noire c5 · Pion noir sur case blanche f5 · Pion blanc sur case blanche c4 · Roi noir sur case noire d4 · Fou noir sur case noire f4 · Cavalier noir sur case noire h4 · Pion blanc sur case noire g3 · Pion blanc sur case blanche a2 · Cavalier blanc sur case noire b2 · Pion noir sur case blanche c2 · Pion blanc sur case noire d2 · Pion blanc sur case noire f2 · Roi blanc sur case noire h2 · Fou blanc sur case noire a1 · Dame blanche sur case blanche b1 · Tour blanche sur case blanche f1 · Fou blanc sur case blanche h1 | Dame noire sur case noire b8 · Tour blanche sur case noire h8 · Pion blanc sur case noire a7 · Cavalier blanc sur case blanche d7 · Pion noir sur case noire f6 · Pion noir sur case noire c5 · Pion noir sur case blanche f5 · Pion blanc sur case blanche c4 · Roi noir sur case noire d4 · Fou noir sur case noire f4 · Cavalier noir sur case noire h4 · Pion blanc sur case noire g3 · Pion blanc sur case blanche a2 · Cavalier blanc sur case noire b2 · Pion noir sur case blanche c2 · Pion blanc sur case noire d2 · Pion blanc sur case noire f2 · Roi blanc sur case noire h2 · Fou blanc sur case noire a1 · Dame blanche sur case blanche b1 · Tour blanche sur case blanche f1 · Fou blanc sur case blanche h1 | Dame noire sur case noire b8 · Tour blanche sur case noire h8 · Pion blanc sur case noire a7 · Cavalier blanc sur case blanche d7 · Pion noir sur case noire f6 · Pion noir sur case noire c5 · Pion noir sur case blanche f5 · Pion blanc sur case blanche c4 · Roi noir sur case noire d4 · Fou noir sur case noire f4 · Cavalier noir sur case noire h4 · Pion blanc sur case noire g3 · Pion blanc sur case blanche a2 · Cavalier blanc sur case noire b2 · Pion noir sur case blanche c2 · Pion blanc sur case noire d2 · Pion blanc sur case noire f2 · Roi blanc sur case noire h2 · Fou blanc sur case noire a1 · Dame blanche sur case blanche b1 · Tour blanche sur case blanche f1 · Fou blanc sur case blanche h1 | 8 |
| 7 | Dame noire sur case noire b8 · Tour blanche sur case noire h8 · Pion blanc sur case noire a7 · Cavalier blanc sur case blanche d7 · Pion noir sur case noire f6 · Pion noir sur case noire c5 · Pion noir sur case blanche f5 · Pion blanc sur case blanche c4 · Roi noir sur case noire d4 · Fou noir sur case noire f4 · Cavalier noir sur case noire h4 · Pion blanc sur case noire g3 · Pion blanc sur case blanche a2 · Cavalier blanc sur case noire b2 · Pion noir sur case blanche c2 · Pion blanc sur case noire d2 · Pion blanc sur case noire f2 · Roi blanc sur case noire h2 · Fou blanc sur case noire a1 · Dame blanche sur case blanche b1 · Tour blanche sur case blanche f1 · Fou blanc sur case blanche h1 | Dame noire sur case noire b8 · Tour blanche sur case noire h8 · Pion blanc sur case noire a7 · Cavalier blanc sur case blanche d7 · Pion noir sur case noire f6 · Pion noir sur case noire c5 · Pion noir sur case blanche f5 · Pion blanc sur case blanche c4 · Roi noir sur case noire d4 · Fou noir sur case noire f4 · Cavalier noir sur case noire h4 · Pion blanc sur case noire g3 · Pion blanc sur case blanche a2 · Cavalier blanc sur case noire b2 · Pion noir sur case blanche c2 · Pion blanc sur case noire d2 · Pion blanc sur case noire f2 · Roi blanc sur case noire h2 · Fou blanc sur case noire a1 · Dame blanche sur case blanche b1 · Tour blanche sur case blanche f1 · Fou blanc sur case blanche h1 | Dame noire sur case noire b8 · Tour blanche sur case noire h8 · Pion blanc sur case noire a7 · Cavalier blanc sur case blanche d7 · Pion noir sur case noire f6 · Pion noir sur case noire c5 · Pion noir sur case blanche f5 · Pion blanc sur case blanche c4 · Roi noir sur case noire d4 · Fou noir sur case noire f4 · Cavalier noir sur case noire h4 · Pion blanc sur case noire g3 · Pion blanc sur case blanche a2 · Cavalier blanc sur case noire b2 · Pion noir sur case blanche c2 · Pion blanc sur case noire d2 · Pion blanc sur case noire f2 · Roi blanc sur case noire h2 · Fou blanc sur case noire a1 · Dame blanche sur case blanche b1 · Tour blanche sur case blanche f1 · Fou blanc sur case blanche h1 | Dame noire sur case noire b8 · Tour blanche sur case noire h8 · Pion blanc sur case noire a7 · Cavalier blanc sur case blanche d7 · Pion noir sur case noire f6 · Pion noir sur case noire c5 · Pion noir sur case blanche f5 · Pion blanc sur case blanche c4 · Roi noir sur case noire d4 · Fou noir sur case noire f4 · Cavalier noir sur case noire h4 · Pion blanc sur case noire g3 · Pion blanc sur case blanche a2 · Cavalier blanc sur case noire b2 · Pion noir sur case blanche c2 · Pion blanc sur case noire d2 · Pion blanc sur case noire f2 · Roi blanc sur case noire h2 · Fou blanc sur case noire a1 · Dame blanche sur case blanche b1 · Tour blanche sur case blanche f1 · Fou blanc sur case blanche h1 | Dame noire sur case noire b8 · Tour blanche sur case noire h8 · Pion blanc sur case noire a7 · Cavalier blanc sur case blanche d7 · Pion noir sur case noire f6 · Pion noir sur case noire c5 · Pion noir sur case blanche f5 · Pion blanc sur case blanche c4 · Roi noir sur case noire d4 · Fou noir sur case noire f4 · Cavalier noir sur case noire h4 · Pion blanc sur case noire g3 · Pion blanc sur case blanche a2 · Cavalier blanc sur case noire b2 · Pion noir sur case blanche c2 · Pion blanc sur case noire d2 · Pion blanc sur case noire f2 · Roi blanc sur case noire h2 · Fou blanc sur case noire a1 · Dame blanche sur case blanche b1 · Tour blanche sur case blanche f1 · Fou blanc sur case blanche h1 | Dame noire sur case noire b8 · Tour blanche sur case noire h8 · Pion blanc sur case noire a7 · Cavalier blanc sur case blanche d7 · Pion noir sur case noire f6 · Pion noir sur case noire c5 · Pion noir sur case blanche f5 · Pion blanc sur case blanche c4 · Roi noir sur case noire d4 · Fou noir sur case noire f4 · Cavalier noir sur case noire h4 · Pion blanc sur case noire g3 · Pion blanc sur case blanche a2 · Cavalier blanc sur case noire b2 · Pion noir sur case blanche c2 · Pion blanc sur case noire d2 · Pion blanc sur case noire f2 · Roi blanc sur case noire h2 · Fou blanc sur case noire a1 · Dame blanche sur case blanche b1 · Tour blanche sur case blanche f1 · Fou blanc sur case blanche h1 | Dame noire sur case noire b8 · Tour blanche sur case noire h8 · Pion blanc sur case noire a7 · Cavalier blanc sur case blanche d7 · Pion noir sur case noire f6 · Pion noir sur case noire c5 · Pion noir sur case blanche f5 · Pion blanc sur case blanche c4 · Roi noir sur case noire d4 · Fou noir sur case noire f4 · Cavalier noir sur case noire h4 · Pion blanc sur case noire g3 · Pion blanc sur case blanche a2 · Cavalier blanc sur case noire b2 · Pion noir sur case blanche c2 · Pion blanc sur case noire d2 · Pion blanc sur case noire f2 · Roi blanc sur case noire h2 · Fou blanc sur case noire a1 · Dame blanche sur case blanche b1 · Tour blanche sur case blanche f1 · Fou blanc sur case blanche h1 | Dame noire sur case noire b8 · Tour blanche sur case noire h8 · Pion blanc sur case noire a7 · Cavalier blanc sur case blanche d7 · Pion noir sur case noire f6 · Pion noir sur case noire c5 · Pion noir sur case blanche f5 · Pion blanc sur case blanche c4 · Roi noir sur case noire d4 · Fou noir sur case noire f4 · Cavalier noir sur case noire h4 · Pion blanc sur case noire g3 · Pion blanc sur case blanche a2 · Cavalier blanc sur case noire b2 · Pion noir sur case blanche c2 · Pion blanc sur case noire d2 · Pion blanc sur case noire f2 · Roi blanc sur case noire h2 · Fou blanc sur case noire a1 · Dame blanche sur case blanche b1 · Tour blanche sur case blanche f1 · Fou blanc sur case blanche h1 | 7 |
| 6 | Dame noire sur case noire b8 · Tour blanche sur case noire h8 · Pion blanc sur case noire a7 · Cavalier blanc sur case blanche d7 · Pion noir sur case noire f6 · Pion noir sur case noire c5 · Pion noir sur case blanche f5 · Pion blanc sur case blanche c4 · Roi noir sur case noire d4 · Fou noir sur case noire f4 · Cavalier noir sur case noire h4 · Pion blanc sur case noire g3 · Pion blanc sur case blanche a2 · Cavalier blanc sur case noire b2 · Pion noir sur case blanche c2 · Pion blanc sur case noire d2 · Pion blanc sur case noire f2 · Roi blanc sur case noire h2 · Fou blanc sur case noire a1 · Dame blanche sur case blanche b1 · Tour blanche sur case blanche f1 · Fou blanc sur case blanche h1 | Dame noire sur case noire b8 · Tour blanche sur case noire h8 · Pion blanc sur case noire a7 · Cavalier blanc sur case blanche d7 · Pion noir sur case noire f6 · Pion noir sur case noire c5 · Pion noir sur case blanche f5 · Pion blanc sur case blanche c4 · Roi noir sur case noire d4 · Fou noir sur case noire f4 · Cavalier noir sur case noire h4 · Pion blanc sur case noire g3 · Pion blanc sur case blanche a2 · Cavalier blanc sur case noire b2 · Pion noir sur case blanche c2 · Pion blanc sur case noire d2 · Pion blanc sur case noire f2 · Roi blanc sur case noire h2 · Fou blanc sur case noire a1 · Dame blanche sur case blanche b1 · Tour blanche sur case blanche f1 · Fou blanc sur case blanche h1 | Dame noire sur case noire b8 · Tour blanche sur case noire h8 · Pion blanc sur case noire a7 · Cavalier blanc sur case blanche d7 · Pion noir sur case noire f6 · Pion noir sur case noire c5 · Pion noir sur case blanche f5 · Pion blanc sur case blanche c4 · Roi noir sur case noire d4 · Fou noir sur case noire f4 · Cavalier noir sur case noire h4 · Pion blanc sur case noire g3 · Pion blanc sur case blanche a2 · Cavalier blanc sur case noire b2 · Pion noir sur case blanche c2 · Pion blanc sur case noire d2 · Pion blanc sur case noire f2 · Roi blanc sur case noire h2 · Fou blanc sur case noire a1 · Dame blanche sur case blanche b1 · Tour blanche sur case blanche f1 · Fou blanc sur case blanche h1 | Dame noire sur case noire b8 · Tour blanche sur case noire h8 · Pion blanc sur case noire a7 · Cavalier blanc sur case blanche d7 · Pion noir sur case noire f6 · Pion noir sur case noire c5 · Pion noir sur case blanche f5 · Pion blanc sur case blanche c4 · Roi noir sur case noire d4 · Fou noir sur case noire f4 · Cavalier noir sur case noire h4 · Pion blanc sur case noire g3 · Pion blanc sur case blanche a2 · Cavalier blanc sur case noire b2 · Pion noir sur case blanche c2 · Pion blanc sur case noire d2 · Pion blanc sur case noire f2 · Roi blanc sur case noire h2 · Fou blanc sur case noire a1 · Dame blanche sur case blanche b1 · Tour blanche sur case blanche f1 · Fou blanc sur case blanche h1 | Dame noire sur case noire b8 · Tour blanche sur case noire h8 · Pion blanc sur case noire a7 · Cavalier blanc sur case blanche d7 · Pion noir sur case noire f6 · Pion noir sur case noire c5 · Pion noir sur case blanche f5 · Pion blanc sur case blanche c4 · Roi noir sur case noire d4 · Fou noir sur case noire f4 · Cavalier noir sur case noire h4 · Pion blanc sur case noire g3 · Pion blanc sur case blanche a2 · Cavalier blanc sur case noire b2 · Pion noir sur case blanche c2 · Pion blanc sur case noire d2 · Pion blanc sur case noire f2 · Roi blanc sur case noire h2 · Fou blanc sur case noire a1 · Dame blanche sur case blanche b1 · Tour blanche sur case blanche f1 · Fou blanc sur case blanche h1 | Dame noire sur case noire b8 · Tour blanche sur case noire h8 · Pion blanc sur case noire a7 · Cavalier blanc sur case blanche d7 · Pion noir sur case noire f6 · Pion noir sur case noire c5 · Pion noir sur case blanche f5 · Pion blanc sur case blanche c4 · Roi noir sur case noire d4 · Fou noir sur case noire f4 · Cavalier noir sur case noire h4 · Pion blanc sur case noire g3 · Pion blanc sur case blanche a2 · Cavalier blanc sur case noire b2 · Pion noir sur case blanche c2 · Pion blanc sur case noire d2 · Pion blanc sur case noire f2 · Roi blanc sur case noire h2 · Fou blanc sur case noire a1 · Dame blanche sur case blanche b1 · Tour blanche sur case blanche f1 · Fou blanc sur case blanche h1 | Dame noire sur case noire b8 · Tour blanche sur case noire h8 · Pion blanc sur case noire a7 · Cavalier blanc sur case blanche d7 · Pion noir sur case noire f6 · Pion noir sur case noire c5 · Pion noir sur case blanche f5 · Pion blanc sur case blanche c4 · Roi noir sur case noire d4 · Fou noir sur case noire f4 · Cavalier noir sur case noire h4 · Pion blanc sur case noire g3 · Pion blanc sur case blanche a2 · Cavalier blanc sur case noire b2 · Pion noir sur case blanche c2 · Pion blanc sur case noire d2 · Pion blanc sur case noire f2 · Roi blanc sur case noire h2 · Fou blanc sur case noire a1 · Dame blanche sur case blanche b1 · Tour blanche sur case blanche f1 · Fou blanc sur case blanche h1 | Dame noire sur case noire b8 · Tour blanche sur case noire h8 · Pion blanc sur case noire a7 · Cavalier blanc sur case blanche d7 · Pion noir sur case noire f6 · Pion noir sur case noire c5 · Pion noir sur case blanche f5 · Pion blanc sur case blanche c4 · Roi noir sur case noire d4 · Fou noir sur case noire f4 · Cavalier noir sur case noire h4 · Pion blanc sur case noire g3 · Pion blanc sur case blanche a2 · Cavalier blanc sur case noire b2 · Pion noir sur case blanche c2 · Pion blanc sur case noire d2 · Pion blanc sur case noire f2 · Roi blanc sur case noire h2 · Fou blanc sur case noire a1 · Dame blanche sur case blanche b1 · Tour blanche sur case blanche f1 · Fou blanc sur case blanche h1 | 6 |
| 5 | Dame noire sur case noire b8 · Tour blanche sur case noire h8 · Pion blanc sur case noire a7 · Cavalier blanc sur case blanche d7 · Pion noir sur case noire f6 · Pion noir sur case noire c5 · Pion noir sur case blanche f5 · Pion blanc sur case blanche c4 · Roi noir sur case noire d4 · Fou noir sur case noire f4 · Cavalier noir sur case noire h4 · Pion blanc sur case noire g3 · Pion blanc sur case blanche a2 · Cavalier blanc sur case noire b2 · Pion noir sur case blanche c2 · Pion blanc sur case noire d2 · Pion blanc sur case noire f2 · Roi blanc sur case noire h2 · Fou blanc sur case noire a1 · Dame blanche sur case blanche b1 · Tour blanche sur case blanche f1 · Fou blanc sur case blanche h1 | Dame noire sur case noire b8 · Tour blanche sur case noire h8 · Pion blanc sur case noire a7 · Cavalier blanc sur case blanche d7 · Pion noir sur case noire f6 · Pion noir sur case noire c5 · Pion noir sur case blanche f5 · Pion blanc sur case blanche c4 · Roi noir sur case noire d4 · Fou noir sur case noire f4 · Cavalier noir sur case noire h4 · Pion blanc sur case noire g3 · Pion blanc sur case blanche a2 · Cavalier blanc sur case noire b2 · Pion noir sur case blanche c2 · Pion blanc sur case noire d2 · Pion blanc sur case noire f2 · Roi blanc sur case noire h2 · Fou blanc sur case noire a1 · Dame blanche sur case blanche b1 · Tour blanche sur case blanche f1 · Fou blanc sur case blanche h1 | Dame noire sur case noire b8 · Tour blanche sur case noire h8 · Pion blanc sur case noire a7 · Cavalier blanc sur case blanche d7 · Pion noir sur case noire f6 · Pion noir sur case noire c5 · Pion noir sur case blanche f5 · Pion blanc sur case blanche c4 · Roi noir sur case noire d4 · Fou noir sur case noire f4 · Cavalier noir sur case noire h4 · Pion blanc sur case noire g3 · Pion blanc sur case blanche a2 · Cavalier blanc sur case noire b2 · Pion noir sur case blanche c2 · Pion blanc sur case noire d2 · Pion blanc sur case noire f2 · Roi blanc sur case noire h2 · Fou blanc sur case noire a1 · Dame blanche sur case blanche b1 · Tour blanche sur case blanche f1 · Fou blanc sur case blanche h1 | Dame noire sur case noire b8 · Tour blanche sur case noire h8 · Pion blanc sur case noire a7 · Cavalier blanc sur case blanche d7 · Pion noir sur case noire f6 · Pion noir sur case noire c5 · Pion noir sur case blanche f5 · Pion blanc sur case blanche c4 · Roi noir sur case noire d4 · Fou noir sur case noire f4 · Cavalier noir sur case noire h4 · Pion blanc sur case noire g3 · Pion blanc sur case blanche a2 · Cavalier blanc sur case noire b2 · Pion noir sur case blanche c2 · Pion blanc sur case noire d2 · Pion blanc sur case noire f2 · Roi blanc sur case noire h2 · Fou blanc sur case noire a1 · Dame blanche sur case blanche b1 · Tour blanche sur case blanche f1 · Fou blanc sur case blanche h1 | Dame noire sur case noire b8 · Tour blanche sur case noire h8 · Pion blanc sur case noire a7 · Cavalier blanc sur case blanche d7 · Pion noir sur case noire f6 · Pion noir sur case noire c5 · Pion noir sur case blanche f5 · Pion blanc sur case blanche c4 · Roi noir sur case noire d4 · Fou noir sur case noire f4 · Cavalier noir sur case noire h4 · Pion blanc sur case noire g3 · Pion blanc sur case blanche a2 · Cavalier blanc sur case noire b2 · Pion noir sur case blanche c2 · Pion blanc sur case noire d2 · Pion blanc sur case noire f2 · Roi blanc sur case noire h2 · Fou blanc sur case noire a1 · Dame blanche sur case blanche b1 · Tour blanche sur case blanche f1 · Fou blanc sur case blanche h1 | Dame noire sur case noire b8 · Tour blanche sur case noire h8 · Pion blanc sur case noire a7 · Cavalier blanc sur case blanche d7 · Pion noir sur case noire f6 · Pion noir sur case noire c5 · Pion noir sur case blanche f5 · Pion blanc sur case blanche c4 · Roi noir sur case noire d4 · Fou noir sur case noire f4 · Cavalier noir sur case noire h4 · Pion blanc sur case noire g3 · Pion blanc sur case blanche a2 · Cavalier blanc sur case noire b2 · Pion noir sur case blanche c2 · Pion blanc sur case noire d2 · Pion blanc sur case noire f2 · Roi blanc sur case noire h2 · Fou blanc sur case noire a1 · Dame blanche sur case blanche b1 · Tour blanche sur case blanche f1 · Fou blanc sur case blanche h1 | Dame noire sur case noire b8 · Tour blanche sur case noire h8 · Pion blanc sur case noire a7 · Cavalier blanc sur case blanche d7 · Pion noir sur case noire f6 · Pion noir sur case noire c5 · Pion noir sur case blanche f5 · Pion blanc sur case blanche c4 · Roi noir sur case noire d4 · Fou noir sur case noire f4 · Cavalier noir sur case noire h4 · Pion blanc sur case noire g3 · Pion blanc sur case blanche a2 · Cavalier blanc sur case noire b2 · Pion noir sur case blanche c2 · Pion blanc sur case noire d2 · Pion blanc sur case noire f2 · Roi blanc sur case noire h2 · Fou blanc sur case noire a1 · Dame blanche sur case blanche b1 · Tour blanche sur case blanche f1 · Fou blanc sur case blanche h1 | Dame noire sur case noire b8 · Tour blanche sur case noire h8 · Pion blanc sur case noire a7 · Cavalier blanc sur case blanche d7 · Pion noir sur case noire f6 · Pion noir sur case noire c5 · Pion noir sur case blanche f5 · Pion blanc sur case blanche c4 · Roi noir sur case noire d4 · Fou noir sur case noire f4 · Cavalier noir sur case noire h4 · Pion blanc sur case noire g3 · Pion blanc sur case blanche a2 · Cavalier blanc sur case noire b2 · Pion noir sur case blanche c2 · Pion blanc sur case noire d2 · Pion blanc sur case noire f2 · Roi blanc sur case noire h2 · Fou blanc sur case noire a1 · Dame blanche sur case blanche b1 · Tour blanche sur case blanche f1 · Fou blanc sur case blanche h1 | 5 |
| 4 | Dame noire sur case noire b8 · Tour blanche sur case noire h8 · Pion blanc sur case noire a7 · Cavalier blanc sur case blanche d7 · Pion noir sur case noire f6 · Pion noir sur case noire c5 · Pion noir sur case blanche f5 · Pion blanc sur case blanche c4 · Roi noir sur case noire d4 · Fou noir sur case noire f4 · Cavalier noir sur case noire h4 · Pion blanc sur case noire g3 · Pion blanc sur case blanche a2 · Cavalier blanc sur case noire b2 · Pion noir sur case blanche c2 · Pion blanc sur case noire d2 · Pion blanc sur case noire f2 · Roi blanc sur case noire h2 · Fou blanc sur case noire a1 · Dame blanche sur case blanche b1 · Tour blanche sur case blanche f1 · Fou blanc sur case blanche h1 | Dame noire sur case noire b8 · Tour blanche sur case noire h8 · Pion blanc sur case noire a7 · Cavalier blanc sur case blanche d7 · Pion noir sur case noire f6 · Pion noir sur case noire c5 · Pion noir sur case blanche f5 · Pion blanc sur case blanche c4 · Roi noir sur case noire d4 · Fou noir sur case noire f4 · Cavalier noir sur case noire h4 · Pion blanc sur case noire g3 · Pion blanc sur case blanche a2 · Cavalier blanc sur case noire b2 · Pion noir sur case blanche c2 · Pion blanc sur case noire d2 · Pion blanc sur case noire f2 · Roi blanc sur case noire h2 · Fou blanc sur case noire a1 · Dame blanche sur case blanche b1 · Tour blanche sur case blanche f1 · Fou blanc sur case blanche h1 | Dame noire sur case noire b8 · Tour blanche sur case noire h8 · Pion blanc sur case noire a7 · Cavalier blanc sur case blanche d7 · Pion noir sur case noire f6 · Pion noir sur case noire c5 · Pion noir sur case blanche f5 · Pion blanc sur case blanche c4 · Roi noir sur case noire d4 · Fou noir sur case noire f4 · Cavalier noir sur case noire h4 · Pion blanc sur case noire g3 · Pion blanc sur case blanche a2 · Cavalier blanc sur case noire b2 · Pion noir sur case blanche c2 · Pion blanc sur case noire d2 · Pion blanc sur case noire f2 · Roi blanc sur case noire h2 · Fou blanc sur case noire a1 · Dame blanche sur case blanche b1 · Tour blanche sur case blanche f1 · Fou blanc sur case blanche h1 | Dame noire sur case noire b8 · Tour blanche sur case noire h8 · Pion blanc sur case noire a7 · Cavalier blanc sur case blanche d7 · Pion noir sur case noire f6 · Pion noir sur case noire c5 · Pion noir sur case blanche f5 · Pion blanc sur case blanche c4 · Roi noir sur case noire d4 · Fou noir sur case noire f4 · Cavalier noir sur case noire h4 · Pion blanc sur case noire g3 · Pion blanc sur case blanche a2 · Cavalier blanc sur case noire b2 · Pion noir sur case blanche c2 · Pion blanc sur case noire d2 · Pion blanc sur case noire f2 · Roi blanc sur case noire h2 · Fou blanc sur case noire a1 · Dame blanche sur case blanche b1 · Tour blanche sur case blanche f1 · Fou blanc sur case blanche h1 | Dame noire sur case noire b8 · Tour blanche sur case noire h8 · Pion blanc sur case noire a7 · Cavalier blanc sur case blanche d7 · Pion noir sur case noire f6 · Pion noir sur case noire c5 · Pion noir sur case blanche f5 · Pion blanc sur case blanche c4 · Roi noir sur case noire d4 · Fou noir sur case noire f4 · Cavalier noir sur case noire h4 · Pion blanc sur case noire g3 · Pion blanc sur case blanche a2 · Cavalier blanc sur case noire b2 · Pion noir sur case blanche c2 · Pion blanc sur case noire d2 · Pion blanc sur case noire f2 · Roi blanc sur case noire h2 · Fou blanc sur case noire a1 · Dame blanche sur case blanche b1 · Tour blanche sur case blanche f1 · Fou blanc sur case blanche h1 | Dame noire sur case noire b8 · Tour blanche sur case noire h8 · Pion blanc sur case noire a7 · Cavalier blanc sur case blanche d7 · Pion noir sur case noire f6 · Pion noir sur case noire c5 · Pion noir sur case blanche f5 · Pion blanc sur case blanche c4 · Roi noir sur case noire d4 · Fou noir sur case noire f4 · Cavalier noir sur case noire h4 · Pion blanc sur case noire g3 · Pion blanc sur case blanche a2 · Cavalier blanc sur case noire b2 · Pion noir sur case blanche c2 · Pion blanc sur case noire d2 · Pion blanc sur case noire f2 · Roi blanc sur case noire h2 · Fou blanc sur case noire a1 · Dame blanche sur case blanche b1 · Tour blanche sur case blanche f1 · Fou blanc sur case blanche h1 | Dame noire sur case noire b8 · Tour blanche sur case noire h8 · Pion blanc sur case noire a7 · Cavalier blanc sur case blanche d7 · Pion noir sur case noire f6 · Pion noir sur case noire c5 · Pion noir sur case blanche f5 · Pion blanc sur case blanche c4 · Roi noir sur case noire d4 · Fou noir sur case noire f4 · Cavalier noir sur case noire h4 · Pion blanc sur case noire g3 · Pion blanc sur case blanche a2 · Cavalier blanc sur case noire b2 · Pion noir sur case blanche c2 · Pion blanc sur case noire d2 · Pion blanc sur case noire f2 · Roi blanc sur case noire h2 · Fou blanc sur case noire a1 · Dame blanche sur case blanche b1 · Tour blanche sur case blanche f1 · Fou blanc sur case blanche h1 | Dame noire sur case noire b8 · Tour blanche sur case noire h8 · Pion blanc sur case noire a7 · Cavalier blanc sur case blanche d7 · Pion noir sur case noire f6 · Pion noir sur case noire c5 · Pion noir sur case blanche f5 · Pion blanc sur case blanche c4 · Roi noir sur case noire d4 · Fou noir sur case noire f4 · Cavalier noir sur case noire h4 · Pion blanc sur case noire g3 · Pion blanc sur case blanche a2 · Cavalier blanc sur case noire b2 · Pion noir sur case blanche c2 · Pion blanc sur case noire d2 · Pion blanc sur case noire f2 · Roi blanc sur case noire h2 · Fou blanc sur case noire a1 · Dame blanche sur case blanche b1 · Tour blanche sur case blanche f1 · Fou blanc sur case blanche h1 | 4 |
| 3 | Dame noire sur case noire b8 · Tour blanche sur case noire h8 · Pion blanc sur case noire a7 · Cavalier blanc sur case blanche d7 · Pion noir sur case noire f6 · Pion noir sur case noire c5 · Pion noir sur case blanche f5 · Pion blanc sur case blanche c4 · Roi noir sur case noire d4 · Fou noir sur case noire f4 · Cavalier noir sur case noire h4 · Pion blanc sur case noire g3 · Pion blanc sur case blanche a2 · Cavalier blanc sur case noire b2 · Pion noir sur case blanche c2 · Pion blanc sur case noire d2 · Pion blanc sur case noire f2 · Roi blanc sur case noire h2 · Fou blanc sur case noire a1 · Dame blanche sur case blanche b1 · Tour blanche sur case blanche f1 · Fou blanc sur case blanche h1 | Dame noire sur case noire b8 · Tour blanche sur case noire h8 · Pion blanc sur case noire a7 · Cavalier blanc sur case blanche d7 · Pion noir sur case noire f6 · Pion noir sur case noire c5 · Pion noir sur case blanche f5 · Pion blanc sur case blanche c4 · Roi noir sur case noire d4 · Fou noir sur case noire f4 · Cavalier noir sur case noire h4 · Pion blanc sur case noire g3 · Pion blanc sur case blanche a2 · Cavalier blanc sur case noire b2 · Pion noir sur case blanche c2 · Pion blanc sur case noire d2 · Pion blanc sur case noire f2 · Roi blanc sur case noire h2 · Fou blanc sur case noire a1 · Dame blanche sur case blanche b1 · Tour blanche sur case blanche f1 · Fou blanc sur case blanche h1 | Dame noire sur case noire b8 · Tour blanche sur case noire h8 · Pion blanc sur case noire a7 · Cavalier blanc sur case blanche d7 · Pion noir sur case noire f6 · Pion noir sur case noire c5 · Pion noir sur case blanche f5 · Pion blanc sur case blanche c4 · Roi noir sur case noire d4 · Fou noir sur case noire f4 · Cavalier noir sur case noire h4 · Pion blanc sur case noire g3 · Pion blanc sur case blanche a2 · Cavalier blanc sur case noire b2 · Pion noir sur case blanche c2 · Pion blanc sur case noire d2 · Pion blanc sur case noire f2 · Roi blanc sur case noire h2 · Fou blanc sur case noire a1 · Dame blanche sur case blanche b1 · Tour blanche sur case blanche f1 · Fou blanc sur case blanche h1 | Dame noire sur case noire b8 · Tour blanche sur case noire h8 · Pion blanc sur case noire a7 · Cavalier blanc sur case blanche d7 · Pion noir sur case noire f6 · Pion noir sur case noire c5 · Pion noir sur case blanche f5 · Pion blanc sur case blanche c4 · Roi noir sur case noire d4 · Fou noir sur case noire f4 · Cavalier noir sur case noire h4 · Pion blanc sur case noire g3 · Pion blanc sur case blanche a2 · Cavalier blanc sur case noire b2 · Pion noir sur case blanche c2 · Pion blanc sur case noire d2 · Pion blanc sur case noire f2 · Roi blanc sur case noire h2 · Fou blanc sur case noire a1 · Dame blanche sur case blanche b1 · Tour blanche sur case blanche f1 · Fou blanc sur case blanche h1 | Dame noire sur case noire b8 · Tour blanche sur case noire h8 · Pion blanc sur case noire a7 · Cavalier blanc sur case blanche d7 · Pion noir sur case noire f6 · Pion noir sur case noire c5 · Pion noir sur case blanche f5 · Pion blanc sur case blanche c4 · Roi noir sur case noire d4 · Fou noir sur case noire f4 · Cavalier noir sur case noire h4 · Pion blanc sur case noire g3 · Pion blanc sur case blanche a2 · Cavalier blanc sur case noire b2 · Pion noir sur case blanche c2 · Pion blanc sur case noire d2 · Pion blanc sur case noire f2 · Roi blanc sur case noire h2 · Fou blanc sur case noire a1 · Dame blanche sur case blanche b1 · Tour blanche sur case blanche f1 · Fou blanc sur case blanche h1 | Dame noire sur case noire b8 · Tour blanche sur case noire h8 · Pion blanc sur case noire a7 · Cavalier blanc sur case blanche d7 · Pion noir sur case noire f6 · Pion noir sur case noire c5 · Pion noir sur case blanche f5 · Pion blanc sur case blanche c4 · Roi noir sur case noire d4 · Fou noir sur case noire f4 · Cavalier noir sur case noire h4 · Pion blanc sur case noire g3 · Pion blanc sur case blanche a2 · Cavalier blanc sur case noire b2 · Pion noir sur case blanche c2 · Pion blanc sur case noire d2 · Pion blanc sur case noire f2 · Roi blanc sur case noire h2 · Fou blanc sur case noire a1 · Dame blanche sur case blanche b1 · Tour blanche sur case blanche f1 · Fou blanc sur case blanche h1 | Dame noire sur case noire b8 · Tour blanche sur case noire h8 · Pion blanc sur case noire a7 · Cavalier blanc sur case blanche d7 · Pion noir sur case noire f6 · Pion noir sur case noire c5 · Pion noir sur case blanche f5 · Pion blanc sur case blanche c4 · Roi noir sur case noire d4 · Fou noir sur case noire f4 · Cavalier noir sur case noire h4 · Pion blanc sur case noire g3 · Pion blanc sur case blanche a2 · Cavalier blanc sur case noire b2 · Pion noir sur case blanche c2 · Pion blanc sur case noire d2 · Pion blanc sur case noire f2 · Roi blanc sur case noire h2 · Fou blanc sur case noire a1 · Dame blanche sur case blanche b1 · Tour blanche sur case blanche f1 · Fou blanc sur case blanche h1 | Dame noire sur case noire b8 · Tour blanche sur case noire h8 · Pion blanc sur case noire a7 · Cavalier blanc sur case blanche d7 · Pion noir sur case noire f6 · Pion noir sur case noire c5 · Pion noir sur case blanche f5 · Pion blanc sur case blanche c4 · Roi noir sur case noire d4 · Fou noir sur case noire f4 · Cavalier noir sur case noire h4 · Pion blanc sur case noire g3 · Pion blanc sur case blanche a2 · Cavalier blanc sur case noire b2 · Pion noir sur case blanche c2 · Pion blanc sur case noire d2 · Pion blanc sur case noire f2 · Roi blanc sur case noire h2 · Fou blanc sur case noire a1 · Dame blanche sur case blanche b1 · Tour blanche sur case blanche f1 · Fou blanc sur case blanche h1 | 3 |
| 2 | Dame noire sur case noire b8 · Tour blanche sur case noire h8 · Pion blanc sur case noire a7 · Cavalier blanc sur case blanche d7 · Pion noir sur case noire f6 · Pion noir sur case noire c5 · Pion noir sur case blanche f5 · Pion blanc sur case blanche c4 · Roi noir sur case noire d4 · Fou noir sur case noire f4 · Cavalier noir sur case noire h4 · Pion blanc sur case noire g3 · Pion blanc sur case blanche a2 · Cavalier blanc sur case noire b2 · Pion noir sur case blanche c2 · Pion blanc sur case noire d2 · Pion blanc sur case noire f2 · Roi blanc sur case noire h2 · Fou blanc sur case noire a1 · Dame blanche sur case blanche b1 · Tour blanche sur case blanche f1 · Fou blanc sur case blanche h1 | Dame noire sur case noire b8 · Tour blanche sur case noire h8 · Pion blanc sur case noire a7 · Cavalier blanc sur case blanche d7 · Pion noir sur case noire f6 · Pion noir sur case noire c5 · Pion noir sur case blanche f5 · Pion blanc sur case blanche c4 · Roi noir sur case noire d4 · Fou noir sur case noire f4 · Cavalier noir sur case noire h4 · Pion blanc sur case noire g3 · Pion blanc sur case blanche a2 · Cavalier blanc sur case noire b2 · Pion noir sur case blanche c2 · Pion blanc sur case noire d2 · Pion blanc sur case noire f2 · Roi blanc sur case noire h2 · Fou blanc sur case noire a1 · Dame blanche sur case blanche b1 · Tour blanche sur case blanche f1 · Fou blanc sur case blanche h1 | Dame noire sur case noire b8 · Tour blanche sur case noire h8 · Pion blanc sur case noire a7 · Cavalier blanc sur case blanche d7 · Pion noir sur case noire f6 · Pion noir sur case noire c5 · Pion noir sur case blanche f5 · Pion blanc sur case blanche c4 · Roi noir sur case noire d4 · Fou noir sur case noire f4 · Cavalier noir sur case noire h4 · Pion blanc sur case noire g3 · Pion blanc sur case blanche a2 · Cavalier blanc sur case noire b2 · Pion noir sur case blanche c2 · Pion blanc sur case noire d2 · Pion blanc sur case noire f2 · Roi blanc sur case noire h2 · Fou blanc sur case noire a1 · Dame blanche sur case blanche b1 · Tour blanche sur case blanche f1 · Fou blanc sur case blanche h1 | Dame noire sur case noire b8 · Tour blanche sur case noire h8 · Pion blanc sur case noire a7 · Cavalier blanc sur case blanche d7 · Pion noir sur case noire f6 · Pion noir sur case noire c5 · Pion noir sur case blanche f5 · Pion blanc sur case blanche c4 · Roi noir sur case noire d4 · Fou noir sur case noire f4 · Cavalier noir sur case noire h4 · Pion blanc sur case noire g3 · Pion blanc sur case blanche a2 · Cavalier blanc sur case noire b2 · Pion noir sur case blanche c2 · Pion blanc sur case noire d2 · Pion blanc sur case noire f2 · Roi blanc sur case noire h2 · Fou blanc sur case noire a1 · Dame blanche sur case blanche b1 · Tour blanche sur case blanche f1 · Fou blanc sur case blanche h1 | Dame noire sur case noire b8 · Tour blanche sur case noire h8 · Pion blanc sur case noire a7 · Cavalier blanc sur case blanche d7 · Pion noir sur case noire f6 · Pion noir sur case noire c5 · Pion noir sur case blanche f5 · Pion blanc sur case blanche c4 · Roi noir sur case noire d4 · Fou noir sur case noire f4 · Cavalier noir sur case noire h4 · Pion blanc sur case noire g3 · Pion blanc sur case blanche a2 · Cavalier blanc sur case noire b2 · Pion noir sur case blanche c2 · Pion blanc sur case noire d2 · Pion blanc sur case noire f2 · Roi blanc sur case noire h2 · Fou blanc sur case noire a1 · Dame blanche sur case blanche b1 · Tour blanche sur case blanche f1 · Fou blanc sur case blanche h1 | Dame noire sur case noire b8 · Tour blanche sur case noire h8 · Pion blanc sur case noire a7 · Cavalier blanc sur case blanche d7 · Pion noir sur case noire f6 · Pion noir sur case noire c5 · Pion noir sur case blanche f5 · Pion blanc sur case blanche c4 · Roi noir sur case noire d4 · Fou noir sur case noire f4 · Cavalier noir sur case noire h4 · Pion blanc sur case noire g3 · Pion blanc sur case blanche a2 · Cavalier blanc sur case noire b2 · Pion noir sur case blanche c2 · Pion blanc sur case noire d2 · Pion blanc sur case noire f2 · Roi blanc sur case noire h2 · Fou blanc sur case noire a1 · Dame blanche sur case blanche b1 · Tour blanche sur case blanche f1 · Fou blanc sur case blanche h1 | Dame noire sur case noire b8 · Tour blanche sur case noire h8 · Pion blanc sur case noire a7 · Cavalier blanc sur case blanche d7 · Pion noir sur case noire f6 · Pion noir sur case noire c5 · Pion noir sur case blanche f5 · Pion blanc sur case blanche c4 · Roi noir sur case noire d4 · Fou noir sur case noire f4 · Cavalier noir sur case noire h4 · Pion blanc sur case noire g3 · Pion blanc sur case blanche a2 · Cavalier blanc sur case noire b2 · Pion noir sur case blanche c2 · Pion blanc sur case noire d2 · Pion blanc sur case noire f2 · Roi blanc sur case noire h2 · Fou blanc sur case noire a1 · Dame blanche sur case blanche b1 · Tour blanche sur case blanche f1 · Fou blanc sur case blanche h1 | Dame noire sur case noire b8 · Tour blanche sur case noire h8 · Pion blanc sur case noire a7 · Cavalier blanc sur case blanche d7 · Pion noir sur case noire f6 · Pion noir sur case noire c5 · Pion noir sur case blanche f5 · Pion blanc sur case blanche c4 · Roi noir sur case noire d4 · Fou noir sur case noire f4 · Cavalier noir sur case noire h4 · Pion blanc sur case noire g3 · Pion blanc sur case blanche a2 · Cavalier blanc sur case noire b2 · Pion noir sur case blanche c2 · Pion blanc sur case noire d2 · Pion blanc sur case noire f2 · Roi blanc sur case noire h2 · Fou blanc sur case noire a1 · Dame blanche sur case blanche b1 · Tour blanche sur case blanche f1 · Fou blanc sur case blanche h1 | 2 |
| 1 | Dame noire sur case noire b8 · Tour blanche sur case noire h8 · Pion blanc sur case noire a7 · Cavalier blanc sur case blanche d7 · Pion noir sur case noire f6 · Pion noir sur case noire c5 · Pion noir sur case blanche f5 · Pion blanc sur case blanche c4 · Roi noir sur case noire d4 · Fou noir sur case noire f4 · Cavalier noir sur case noire h4 · Pion blanc sur case noire g3 · Pion blanc sur case blanche a2 · Cavalier blanc sur case noire b2 · Pion noir sur case blanche c2 · Pion blanc sur case noire d2 · Pion blanc sur case noire f2 · Roi blanc sur case noire h2 · Fou blanc sur case noire a1 · Dame blanche sur case blanche b1 · Tour blanche sur case blanche f1 · Fou blanc sur case blanche h1 | Dame noire sur case noire b8 · Tour blanche sur case noire h8 · Pion blanc sur case noire a7 · Cavalier blanc sur case blanche d7 · Pion noir sur case noire f6 · Pion noir sur case noire c5 · Pion noir sur case blanche f5 · Pion blanc sur case blanche c4 · Roi noir sur case noire d4 · Fou noir sur case noire f4 · Cavalier noir sur case noire h4 · Pion blanc sur case noire g3 · Pion blanc sur case blanche a2 · Cavalier blanc sur case noire b2 · Pion noir sur case blanche c2 · Pion blanc sur case noire d2 · Pion blanc sur case noire f2 · Roi blanc sur case noire h2 · Fou blanc sur case noire a1 · Dame blanche sur case blanche b1 · Tour blanche sur case blanche f1 · Fou blanc sur case blanche h1 | Dame noire sur case noire b8 · Tour blanche sur case noire h8 · Pion blanc sur case noire a7 · Cavalier blanc sur case blanche d7 · Pion noir sur case noire f6 · Pion noir sur case noire c5 · Pion noir sur case blanche f5 · Pion blanc sur case blanche c4 · Roi noir sur case noire d4 · Fou noir sur case noire f4 · Cavalier noir sur case noire h4 · Pion blanc sur case noire g3 · Pion blanc sur case blanche a2 · Cavalier blanc sur case noire b2 · Pion noir sur case blanche c2 · Pion blanc sur case noire d2 · Pion blanc sur case noire f2 · Roi blanc sur case noire h2 · Fou blanc sur case noire a1 · Dame blanche sur case blanche b1 · Tour blanche sur case blanche f1 · Fou blanc sur case blanche h1 | Dame noire sur case noire b8 · Tour blanche sur case noire h8 · Pion blanc sur case noire a7 · Cavalier blanc sur case blanche d7 · Pion noir sur case noire f6 · Pion noir sur case noire c5 · Pion noir sur case blanche f5 · Pion blanc sur case blanche c4 · Roi noir sur case noire d4 · Fou noir sur case noire f4 · Cavalier noir sur case noire h4 · Pion blanc sur case noire g3 · Pion blanc sur case blanche a2 · Cavalier blanc sur case noire b2 · Pion noir sur case blanche c2 · Pion blanc sur case noire d2 · Pion blanc sur case noire f2 · Roi blanc sur case noire h2 · Fou blanc sur case noire a1 · Dame blanche sur case blanche b1 · Tour blanche sur case blanche f1 · Fou blanc sur case blanche h1 | Dame noire sur case noire b8 · Tour blanche sur case noire h8 · Pion blanc sur case noire a7 · Cavalier blanc sur case blanche d7 · Pion noir sur case noire f6 · Pion noir sur case noire c5 · Pion noir sur case blanche f5 · Pion blanc sur case blanche c4 · Roi noir sur case noire d4 · Fou noir sur case noire f4 · Cavalier noir sur case noire h4 · Pion blanc sur case noire g3 · Pion blanc sur case blanche a2 · Cavalier blanc sur case noire b2 · Pion noir sur case blanche c2 · Pion blanc sur case noire d2 · Pion blanc sur case noire f2 · Roi blanc sur case noire h2 · Fou blanc sur case noire a1 · Dame blanche sur case blanche b1 · Tour blanche sur case blanche f1 · Fou blanc sur case blanche h1 | Dame noire sur case noire b8 · Tour blanche sur case noire h8 · Pion blanc sur case noire a7 · Cavalier blanc sur case blanche d7 · Pion noir sur case noire f6 · Pion noir sur case noire c5 · Pion noir sur case blanche f5 · Pion blanc sur case blanche c4 · Roi noir sur case noire d4 · Fou noir sur case noire f4 · Cavalier noir sur case noire h4 · Pion blanc sur case noire g3 · Pion blanc sur case blanche a2 · Cavalier blanc sur case noire b2 · Pion noir sur case blanche c2 · Pion blanc sur case noire d2 · Pion blanc sur case noire f2 · Roi blanc sur case noire h2 · Fou blanc sur case noire a1 · Dame blanche sur case blanche b1 · Tour blanche sur case blanche f1 · Fou blanc sur case blanche h1 | Dame noire sur case noire b8 · Tour blanche sur case noire h8 · Pion blanc sur case noire a7 · Cavalier blanc sur case blanche d7 · Pion noir sur case noire f6 · Pion noir sur case noire c5 · Pion noir sur case blanche f5 · Pion blanc sur case blanche c4 · Roi noir sur case noire d4 · Fou noir sur case noire f4 · Cavalier noir sur case noire h4 · Pion blanc sur case noire g3 · Pion blanc sur case blanche a2 · Cavalier blanc sur case noire b2 · Pion noir sur case blanche c2 · Pion blanc sur case noire d2 · Pion blanc sur case noire f2 · Roi blanc sur case noire h2 · Fou blanc sur case noire a1 · Dame blanche sur case blanche b1 · Tour blanche sur case blanche f1 · Fou blanc sur case blanche h1 | Dame noire sur case noire b8 · Tour blanche sur case noire h8 · Pion blanc sur case noire a7 · Cavalier blanc sur case blanche d7 · Pion noir sur case noire f6 · Pion noir sur case noire c5 · Pion noir sur case blanche f5 · Pion blanc sur case blanche c4 · Roi noir sur case noire d4 · Fou noir sur case noire f4 · Cavalier noir sur case noire h4 · Pion blanc sur case noire g3 · Pion blanc sur case blanche a2 · Cavalier blanc sur case noire b2 · Pion noir sur case blanche c2 · Pion blanc sur case noire d2 · Pion blanc sur case noire f2 · Roi blanc sur case noire h2 · Fou blanc sur case noire a1 · Dame blanche sur case blanche b1 · Tour blanche sur case blanche f1 · Fou blanc sur case blanche h1 | 1 |
|   | a | b | c | d | e | f | g | h |   |

Solution : 1.Txh4
- 1...cxb1=D 2.axb8=D! Dxb2 (2...De4 3.Dxf4 Dxf4 4.Txf4#) 3.Db3 Dc3 4.Dxc3#
- 1...cxb1=T 2.axb8=T! (2.axb8=D? Txb2 3.Db3 pat) 2...Txb2 3.Tb3 Rxc4 4.Txf4#
- 1...cxb1=F 2.axb8=F! (2.axb8=D? Fe4.Dxf4 pat) 2...Fe4 3.Fxf4 Fxh1 4.Fe3#
- 1...cxb1=C 2.axb8=C (après 2.axb8=D? Cxd2 il n'y a pas de mat rapide) 2...Cxd2 3.Cc6+ Rc3 4.Tc1#

## Version améliorée
En aout 1983, Leonid Yarosh proposa une version évitant la prise au premier coup blanc (Txh4).
|   | a | b | c | d | e | f | g | h |   |
| 8 | Fou blanc sur case blanche a8 · Dame noire sur case noire b8 · Fou blanc sur case noire d8 · Roi blanc sur case noire f8 · Pion blanc sur case blanche d7 · Pion noir sur case noire e7 · Cavalier blanc sur case blanche f7 · Pion blanc sur case blanche a6 · Pion blanc sur case blanche e6 · Pion noir sur case noire f6 · Pion blanc sur case noire a5 · Pion noir sur case noire c5 · Pion blanc sur case blanche f5 · Pion blanc sur case blanche c4 · Roi noir sur case noire d4 · Fou noir sur case noire f4 · Tour blanche sur case noire h4 · Pion noir sur case blanche b3 · Pion noir sur case blanche a2 · Cavalier blanc sur case noire b2 · Pion blanc sur case noire d2 · Pion blanc sur case noire f2 · Dame blanche sur case noire a1 · Tour blanche sur case blanche b1 | Fou blanc sur case blanche a8 · Dame noire sur case noire b8 · Fou blanc sur case noire d8 · Roi blanc sur case noire f8 · Pion blanc sur case blanche d7 · Pion noir sur case noire e7 · Cavalier blanc sur case blanche f7 · Pion blanc sur case blanche a6 · Pion blanc sur case blanche e6 · Pion noir sur case noire f6 · Pion blanc sur case noire a5 · Pion noir sur case noire c5 · Pion blanc sur case blanche f5 · Pion blanc sur case blanche c4 · Roi noir sur case noire d4 · Fou noir sur case noire f4 · Tour blanche sur case noire h4 · Pion noir sur case blanche b3 · Pion noir sur case blanche a2 · Cavalier blanc sur case noire b2 · Pion blanc sur case noire d2 · Pion blanc sur case noire f2 · Dame blanche sur case noire a1 · Tour blanche sur case blanche b1 | Fou blanc sur case blanche a8 · Dame noire sur case noire b8 · Fou blanc sur case noire d8 · Roi blanc sur case noire f8 · Pion blanc sur case blanche d7 · Pion noir sur case noire e7 · Cavalier blanc sur case blanche f7 · Pion blanc sur case blanche a6 · Pion blanc sur case blanche e6 · Pion noir sur case noire f6 · Pion blanc sur case noire a5 · Pion noir sur case noire c5 · Pion blanc sur case blanche f5 · Pion blanc sur case blanche c4 · Roi noir sur case noire d4 · Fou noir sur case noire f4 · Tour blanche sur case noire h4 · Pion noir sur case blanche b3 · Pion noir sur case blanche a2 · Cavalier blanc sur case noire b2 · Pion blanc sur case noire d2 · Pion blanc sur case noire f2 · Dame blanche sur case noire a1 · Tour blanche sur case blanche b1 | Fou blanc sur case blanche a8 · Dame noire sur case noire b8 · Fou blanc sur case noire d8 · Roi blanc sur case noire f8 · Pion blanc sur case blanche d7 · Pion noir sur case noire e7 · Cavalier blanc sur case blanche f7 · Pion blanc sur case blanche a6 · Pion blanc sur case blanche e6 · Pion noir sur case noire f6 · Pion blanc sur case noire a5 · Pion noir sur case noire c5 · Pion blanc sur case blanche f5 · Pion blanc sur case blanche c4 · Roi noir sur case noire d4 · Fou noir sur case noire f4 · Tour blanche sur case noire h4 · Pion noir sur case blanche b3 · Pion noir sur case blanche a2 · Cavalier blanc sur case noire b2 · Pion blanc sur case noire d2 · Pion blanc sur case noire f2 · Dame blanche sur case noire a1 · Tour blanche sur case blanche b1 | Fou blanc sur case blanche a8 · Dame noire sur case noire b8 · Fou blanc sur case noire d8 · Roi blanc sur case noire f8 · Pion blanc sur case blanche d7 · Pion noir sur case noire e7 · Cavalier blanc sur case blanche f7 · Pion blanc sur case blanche a6 · Pion blanc sur case blanche e6 · Pion noir sur case noire f6 · Pion blanc sur case noire a5 · Pion noir sur case noire c5 · Pion blanc sur case blanche f5 · Pion blanc sur case blanche c4 · Roi noir sur case noire d4 · Fou noir sur case noire f4 · Tour blanche sur case noire h4 · Pion noir sur case blanche b3 · Pion noir sur case blanche a2 · Cavalier blanc sur case noire b2 · Pion blanc sur case noire d2 · Pion blanc sur case noire f2 · Dame blanche sur case noire a1 · Tour blanche sur case blanche b1 | Fou blanc sur case blanche a8 · Dame noire sur case noire b8 · Fou blanc sur case noire d8 · Roi blanc sur case noire f8 · Pion blanc sur case blanche d7 · Pion noir sur case noire e7 · Cavalier blanc sur case blanche f7 · Pion blanc sur case blanche a6 · Pion blanc sur case blanche e6 · Pion noir sur case noire f6 · Pion blanc sur case noire a5 · Pion noir sur case noire c5 · Pion blanc sur case blanche f5 · Pion blanc sur case blanche c4 · Roi noir sur case noire d4 · Fou noir sur case noire f4 · Tour blanche sur case noire h4 · Pion noir sur case blanche b3 · Pion noir sur case blanche a2 · Cavalier blanc sur case noire b2 · Pion blanc sur case noire d2 · Pion blanc sur case noire f2 · Dame blanche sur case noire a1 · Tour blanche sur case blanche b1 | Fou blanc sur case blanche a8 · Dame noire sur case noire b8 · Fou blanc sur case noire d8 · Roi blanc sur case noire f8 · Pion blanc sur case blanche d7 · Pion noir sur case noire e7 · Cavalier blanc sur case blanche f7 · Pion blanc sur case blanche a6 · Pion blanc sur case blanche e6 · Pion noir sur case noire f6 · Pion blanc sur case noire a5 · Pion noir sur case noire c5 · Pion blanc sur case blanche f5 · Pion blanc sur case blanche c4 · Roi noir sur case noire d4 · Fou noir sur case noire f4 · Tour blanche sur case noire h4 · Pion noir sur case blanche b3 · Pion noir sur case blanche a2 · Cavalier blanc sur case noire b2 · Pion blanc sur case noire d2 · Pion blanc sur case noire f2 · Dame blanche sur case noire a1 · Tour blanche sur case blanche b1 | Fou blanc sur case blanche a8 · Dame noire sur case noire b8 · Fou blanc sur case noire d8 · Roi blanc sur case noire f8 · Pion blanc sur case blanche d7 · Pion noir sur case noire e7 · Cavalier blanc sur case blanche f7 · Pion blanc sur case blanche a6 · Pion blanc sur case blanche e6 · Pion noir sur case noire f6 · Pion blanc sur case noire a5 · Pion noir sur case noire c5 · Pion blanc sur case blanche f5 · Pion blanc sur case blanche c4 · Roi noir sur case noire d4 · Fou noir sur case noire f4 · Tour blanche sur case noire h4 · Pion noir sur case blanche b3 · Pion noir sur case blanche a2 · Cavalier blanc sur case noire b2 · Pion blanc sur case noire d2 · Pion blanc sur case noire f2 · Dame blanche sur case noire a1 · Tour blanche sur case blanche b1 | 8 |
| 7 | Fou blanc sur case blanche a8 · Dame noire sur case noire b8 · Fou blanc sur case noire d8 · Roi blanc sur case noire f8 · Pion blanc sur case blanche d7 · Pion noir sur case noire e7 · Cavalier blanc sur case blanche f7 · Pion blanc sur case blanche a6 · Pion blanc sur case blanche e6 · Pion noir sur case noire f6 · Pion blanc sur case noire a5 · Pion noir sur case noire c5 · Pion blanc sur case blanche f5 · Pion blanc sur case blanche c4 · Roi noir sur case noire d4 · Fou noir sur case noire f4 · Tour blanche sur case noire h4 · Pion noir sur case blanche b3 · Pion noir sur case blanche a2 · Cavalier blanc sur case noire b2 · Pion blanc sur case noire d2 · Pion blanc sur case noire f2 · Dame blanche sur case noire a1 · Tour blanche sur case blanche b1 | Fou blanc sur case blanche a8 · Dame noire sur case noire b8 · Fou blanc sur case noire d8 · Roi blanc sur case noire f8 · Pion blanc sur case blanche d7 · Pion noir sur case noire e7 · Cavalier blanc sur case blanche f7 · Pion blanc sur case blanche a6 · Pion blanc sur case blanche e6 · Pion noir sur case noire f6 · Pion blanc sur case noire a5 · Pion noir sur case noire c5 · Pion blanc sur case blanche f5 · Pion blanc sur case blanche c4 · Roi noir sur case noire d4 · Fou noir sur case noire f4 · Tour blanche sur case noire h4 · Pion noir sur case blanche b3 · Pion noir sur case blanche a2 · Cavalier blanc sur case noire b2 · Pion blanc sur case noire d2 · Pion blanc sur case noire f2 · Dame blanche sur case noire a1 · Tour blanche sur case blanche b1 | Fou blanc sur case blanche a8 · Dame noire sur case noire b8 · Fou blanc sur case noire d8 · Roi blanc sur case noire f8 · Pion blanc sur case blanche d7 · Pion noir sur case noire e7 · Cavalier blanc sur case blanche f7 · Pion blanc sur case blanche a6 · Pion blanc sur case blanche e6 · Pion noir sur case noire f6 · Pion blanc sur case noire a5 · Pion noir sur case noire c5 · Pion blanc sur case blanche f5 · Pion blanc sur case blanche c4 · Roi noir sur case noire d4 · Fou noir sur case noire f4 · Tour blanche sur case noire h4 · Pion noir sur case blanche b3 · Pion noir sur case blanche a2 · Cavalier blanc sur case noire b2 · Pion blanc sur case noire d2 · Pion blanc sur case noire f2 · Dame blanche sur case noire a1 · Tour blanche sur case blanche b1 | Fou blanc sur case blanche a8 · Dame noire sur case noire b8 · Fou blanc sur case noire d8 · Roi blanc sur case noire f8 · Pion blanc sur case blanche d7 · Pion noir sur case noire e7 · Cavalier blanc sur case blanche f7 · Pion blanc sur case blanche a6 · Pion blanc sur case blanche e6 · Pion noir sur case noire f6 · Pion blanc sur case noire a5 · Pion noir sur case noire c5 · Pion blanc sur case blanche f5 · Pion blanc sur case blanche c4 · Roi noir sur case noire d4 · Fou noir sur case noire f4 · Tour blanche sur case noire h4 · Pion noir sur case blanche b3 · Pion noir sur case blanche a2 · Cavalier blanc sur case noire b2 · Pion blanc sur case noire d2 · Pion blanc sur case noire f2 · Dame blanche sur case noire a1 · Tour blanche sur case blanche b1 | Fou blanc sur case blanche a8 · Dame noire sur case noire b8 · Fou blanc sur case noire d8 · Roi blanc sur case noire f8 · Pion blanc sur case blanche d7 · Pion noir sur case noire e7 · Cavalier blanc sur case blanche f7 · Pion blanc sur case blanche a6 · Pion blanc sur case blanche e6 · Pion noir sur case noire f6 · Pion blanc sur case noire a5 · Pion noir sur case noire c5 · Pion blanc sur case blanche f5 · Pion blanc sur case blanche c4 · Roi noir sur case noire d4 · Fou noir sur case noire f4 · Tour blanche sur case noire h4 · Pion noir sur case blanche b3 · Pion noir sur case blanche a2 · Cavalier blanc sur case noire b2 · Pion blanc sur case noire d2 · Pion blanc sur case noire f2 · Dame blanche sur case noire a1 · Tour blanche sur case blanche b1 | Fou blanc sur case blanche a8 · Dame noire sur case noire b8 · Fou blanc sur case noire d8 · Roi blanc sur case noire f8 · Pion blanc sur case blanche d7 · Pion noir sur case noire e7 · Cavalier blanc sur case blanche f7 · Pion blanc sur case blanche a6 · Pion blanc sur case blanche e6 · Pion noir sur case noire f6 · Pion blanc sur case noire a5 · Pion noir sur case noire c5 · Pion blanc sur case blanche f5 · Pion blanc sur case blanche c4 · Roi noir sur case noire d4 · Fou noir sur case noire f4 · Tour blanche sur case noire h4 · Pion noir sur case blanche b3 · Pion noir sur case blanche a2 · Cavalier blanc sur case noire b2 · Pion blanc sur case noire d2 · Pion blanc sur case noire f2 · Dame blanche sur case noire a1 · Tour blanche sur case blanche b1 | Fou blanc sur case blanche a8 · Dame noire sur case noire b8 · Fou blanc sur case noire d8 · Roi blanc sur case noire f8 · Pion blanc sur case blanche d7 · Pion noir sur case noire e7 · Cavalier blanc sur case blanche f7 · Pion blanc sur case blanche a6 · Pion blanc sur case blanche e6 · Pion noir sur case noire f6 · Pion blanc sur case noire a5 · Pion noir sur case noire c5 · Pion blanc sur case blanche f5 · Pion blanc sur case blanche c4 · Roi noir sur case noire d4 · Fou noir sur case noire f4 · Tour blanche sur case noire h4 · Pion noir sur case blanche b3 · Pion noir sur case blanche a2 · Cavalier blanc sur case noire b2 · Pion blanc sur case noire d2 · Pion blanc sur case noire f2 · Dame blanche sur case noire a1 · Tour blanche sur case blanche b1 | Fou blanc sur case blanche a8 · Dame noire sur case noire b8 · Fou blanc sur case noire d8 · Roi blanc sur case noire f8 · Pion blanc sur case blanche d7 · Pion noir sur case noire e7 · Cavalier blanc sur case blanche f7 · Pion blanc sur case blanche a6 · Pion blanc sur case blanche e6 · Pion noir sur case noire f6 · Pion blanc sur case noire a5 · Pion noir sur case noire c5 · Pion blanc sur case blanche f5 · Pion blanc sur case blanche c4 · Roi noir sur case noire d4 · Fou noir sur case noire f4 · Tour blanche sur case noire h4 · Pion noir sur case blanche b3 · Pion noir sur case blanche a2 · Cavalier blanc sur case noire b2 · Pion blanc sur case noire d2 · Pion blanc sur case noire f2 · Dame blanche sur case noire a1 · Tour blanche sur case blanche b1 | 7 |
| 6 | Fou blanc sur case blanche a8 · Dame noire sur case noire b8 · Fou blanc sur case noire d8 · Roi blanc sur case noire f8 · Pion blanc sur case blanche d7 · Pion noir sur case noire e7 · Cavalier blanc sur case blanche f7 · Pion blanc sur case blanche a6 · Pion blanc sur case blanche e6 · Pion noir sur case noire f6 · Pion blanc sur case noire a5 · Pion noir sur case noire c5 · Pion blanc sur case blanche f5 · Pion blanc sur case blanche c4 · Roi noir sur case noire d4 · Fou noir sur case noire f4 · Tour blanche sur case noire h4 · Pion noir sur case blanche b3 · Pion noir sur case blanche a2 · Cavalier blanc sur case noire b2 · Pion blanc sur case noire d2 · Pion blanc sur case noire f2 · Dame blanche sur case noire a1 · Tour blanche sur case blanche b1 | Fou blanc sur case blanche a8 · Dame noire sur case noire b8 · Fou blanc sur case noire d8 · Roi blanc sur case noire f8 · Pion blanc sur case blanche d7 · Pion noir sur case noire e7 · Cavalier blanc sur case blanche f7 · Pion blanc sur case blanche a6 · Pion blanc sur case blanche e6 · Pion noir sur case noire f6 · Pion blanc sur case noire a5 · Pion noir sur case noire c5 · Pion blanc sur case blanche f5 · Pion blanc sur case blanche c4 · Roi noir sur case noire d4 · Fou noir sur case noire f4 · Tour blanche sur case noire h4 · Pion noir sur case blanche b3 · Pion noir sur case blanche a2 · Cavalier blanc sur case noire b2 · Pion blanc sur case noire d2 · Pion blanc sur case noire f2 · Dame blanche sur case noire a1 · Tour blanche sur case blanche b1 | Fou blanc sur case blanche a8 · Dame noire sur case noire b8 · Fou blanc sur case noire d8 · Roi blanc sur case noire f8 · Pion blanc sur case blanche d7 · Pion noir sur case noire e7 · Cavalier blanc sur case blanche f7 · Pion blanc sur case blanche a6 · Pion blanc sur case blanche e6 · Pion noir sur case noire f6 · Pion blanc sur case noire a5 · Pion noir sur case noire c5 · Pion blanc sur case blanche f5 · Pion blanc sur case blanche c4 · Roi noir sur case noire d4 · Fou noir sur case noire f4 · Tour blanche sur case noire h4 · Pion noir sur case blanche b3 · Pion noir sur case blanche a2 · Cavalier blanc sur case noire b2 · Pion blanc sur case noire d2 · Pion blanc sur case noire f2 · Dame blanche sur case noire a1 · Tour blanche sur case blanche b1 | Fou blanc sur case blanche a8 · Dame noire sur case noire b8 · Fou blanc sur case noire d8 · Roi blanc sur case noire f8 · Pion blanc sur case blanche d7 · Pion noir sur case noire e7 · Cavalier blanc sur case blanche f7 · Pion blanc sur case blanche a6 · Pion blanc sur case blanche e6 · Pion noir sur case noire f6 · Pion blanc sur case noire a5 · Pion noir sur case noire c5 · Pion blanc sur case blanche f5 · Pion blanc sur case blanche c4 · Roi noir sur case noire d4 · Fou noir sur case noire f4 · Tour blanche sur case noire h4 · Pion noir sur case blanche b3 · Pion noir sur case blanche a2 · Cavalier blanc sur case noire b2 · Pion blanc sur case noire d2 · Pion blanc sur case noire f2 · Dame blanche sur case noire a1 · Tour blanche sur case blanche b1 | Fou blanc sur case blanche a8 · Dame noire sur case noire b8 · Fou blanc sur case noire d8 · Roi blanc sur case noire f8 · Pion blanc sur case blanche d7 · Pion noir sur case noire e7 · Cavalier blanc sur case blanche f7 · Pion blanc sur case blanche a6 · Pion blanc sur case blanche e6 · Pion noir sur case noire f6 · Pion blanc sur case noire a5 · Pion noir sur case noire c5 · Pion blanc sur case blanche f5 · Pion blanc sur case blanche c4 · Roi noir sur case noire d4 · Fou noir sur case noire f4 · Tour blanche sur case noire h4 · Pion noir sur case blanche b3 · Pion noir sur case blanche a2 · Cavalier blanc sur case noire b2 · Pion blanc sur case noire d2 · Pion blanc sur case noire f2 · Dame blanche sur case noire a1 · Tour blanche sur case blanche b1 | Fou blanc sur case blanche a8 · Dame noire sur case noire b8 · Fou blanc sur case noire d8 · Roi blanc sur case noire f8 · Pion blanc sur case blanche d7 · Pion noir sur case noire e7 · Cavalier blanc sur case blanche f7 · Pion blanc sur case blanche a6 · Pion blanc sur case blanche e6 · Pion noir sur case noire f6 · Pion blanc sur case noire a5 · Pion noir sur case noire c5 · Pion blanc sur case blanche f5 · Pion blanc sur case blanche c4 · Roi noir sur case noire d4 · Fou noir sur case noire f4 · Tour blanche sur case noire h4 · Pion noir sur case blanche b3 · Pion noir sur case blanche a2 · Cavalier blanc sur case noire b2 · Pion blanc sur case noire d2 · Pion blanc sur case noire f2 · Dame blanche sur case noire a1 · Tour blanche sur case blanche b1 | Fou blanc sur case blanche a8 · Dame noire sur case noire b8 · Fou blanc sur case noire d8 · Roi blanc sur case noire f8 · Pion blanc sur case blanche d7 · Pion noir sur case noire e7 · Cavalier blanc sur case blanche f7 · Pion blanc sur case blanche a6 · Pion blanc sur case blanche e6 · Pion noir sur case noire f6 · Pion blanc sur case noire a5 · Pion noir sur case noire c5 · Pion blanc sur case blanche f5 · Pion blanc sur case blanche c4 · Roi noir sur case noire d4 · Fou noir sur case noire f4 · Tour blanche sur case noire h4 · Pion noir sur case blanche b3 · Pion noir sur case blanche a2 · Cavalier blanc sur case noire b2 · Pion blanc sur case noire d2 · Pion blanc sur case noire f2 · Dame blanche sur case noire a1 · Tour blanche sur case blanche b1 | Fou blanc sur case blanche a8 · Dame noire sur case noire b8 · Fou blanc sur case noire d8 · Roi blanc sur case noire f8 · Pion blanc sur case blanche d7 · Pion noir sur case noire e7 · Cavalier blanc sur case blanche f7 · Pion blanc sur case blanche a6 · Pion blanc sur case blanche e6 · Pion noir sur case noire f6 · Pion blanc sur case noire a5 · Pion noir sur case noire c5 · Pion blanc sur case blanche f5 · Pion blanc sur case blanche c4 · Roi noir sur case noire d4 · Fou noir sur case noire f4 · Tour blanche sur case noire h4 · Pion noir sur case blanche b3 · Pion noir sur case blanche a2 · Cavalier blanc sur case noire b2 · Pion blanc sur case noire d2 · Pion blanc sur case noire f2 · Dame blanche sur case noire a1 · Tour blanche sur case blanche b1 | 6 |
| 5 | Fou blanc sur case blanche a8 · Dame noire sur case noire b8 · Fou blanc sur case noire d8 · Roi blanc sur case noire f8 · Pion blanc sur case blanche d7 · Pion noir sur case noire e7 · Cavalier blanc sur case blanche f7 · Pion blanc sur case blanche a6 · Pion blanc sur case blanche e6 · Pion noir sur case noire f6 · Pion blanc sur case noire a5 · Pion noir sur case noire c5 · Pion blanc sur case blanche f5 · Pion blanc sur case blanche c4 · Roi noir sur case noire d4 · Fou noir sur case noire f4 · Tour blanche sur case noire h4 · Pion noir sur case blanche b3 · Pion noir sur case blanche a2 · Cavalier blanc sur case noire b2 · Pion blanc sur case noire d2 · Pion blanc sur case noire f2 · Dame blanche sur case noire a1 · Tour blanche sur case blanche b1 | Fou blanc sur case blanche a8 · Dame noire sur case noire b8 · Fou blanc sur case noire d8 · Roi blanc sur case noire f8 · Pion blanc sur case blanche d7 · Pion noir sur case noire e7 · Cavalier blanc sur case blanche f7 · Pion blanc sur case blanche a6 · Pion blanc sur case blanche e6 · Pion noir sur case noire f6 · Pion blanc sur case noire a5 · Pion noir sur case noire c5 · Pion blanc sur case blanche f5 · Pion blanc sur case blanche c4 · Roi noir sur case noire d4 · Fou noir sur case noire f4 · Tour blanche sur case noire h4 · Pion noir sur case blanche b3 · Pion noir sur case blanche a2 · Cavalier blanc sur case noire b2 · Pion blanc sur case noire d2 · Pion blanc sur case noire f2 · Dame blanche sur case noire a1 · Tour blanche sur case blanche b1 | Fou blanc sur case blanche a8 · Dame noire sur case noire b8 · Fou blanc sur case noire d8 · Roi blanc sur case noire f8 · Pion blanc sur case blanche d7 · Pion noir sur case noire e7 · Cavalier blanc sur case blanche f7 · Pion blanc sur case blanche a6 · Pion blanc sur case blanche e6 · Pion noir sur case noire f6 · Pion blanc sur case noire a5 · Pion noir sur case noire c5 · Pion blanc sur case blanche f5 · Pion blanc sur case blanche c4 · Roi noir sur case noire d4 · Fou noir sur case noire f4 · Tour blanche sur case noire h4 · Pion noir sur case blanche b3 · Pion noir sur case blanche a2 · Cavalier blanc sur case noire b2 · Pion blanc sur case noire d2 · Pion blanc sur case noire f2 · Dame blanche sur case noire a1 · Tour blanche sur case blanche b1 | Fou blanc sur case blanche a8 · Dame noire sur case noire b8 · Fou blanc sur case noire d8 · Roi blanc sur case noire f8 · Pion blanc sur case blanche d7 · Pion noir sur case noire e7 · Cavalier blanc sur case blanche f7 · Pion blanc sur case blanche a6 · Pion blanc sur case blanche e6 · Pion noir sur case noire f6 · Pion blanc sur case noire a5 · Pion noir sur case noire c5 · Pion blanc sur case blanche f5 · Pion blanc sur case blanche c4 · Roi noir sur case noire d4 · Fou noir sur case noire f4 · Tour blanche sur case noire h4 · Pion noir sur case blanche b3 · Pion noir sur case blanche a2 · Cavalier blanc sur case noire b2 · Pion blanc sur case noire d2 · Pion blanc sur case noire f2 · Dame blanche sur case noire a1 · Tour blanche sur case blanche b1 | Fou blanc sur case blanche a8 · Dame noire sur case noire b8 · Fou blanc sur case noire d8 · Roi blanc sur case noire f8 · Pion blanc sur case blanche d7 · Pion noir sur case noire e7 · Cavalier blanc sur case blanche f7 · Pion blanc sur case blanche a6 · Pion blanc sur case blanche e6 · Pion noir sur case noire f6 · Pion blanc sur case noire a5 · Pion noir sur case noire c5 · Pion blanc sur case blanche f5 · Pion blanc sur case blanche c4 · Roi noir sur case noire d4 · Fou noir sur case noire f4 · Tour blanche sur case noire h4 · Pion noir sur case blanche b3 · Pion noir sur case blanche a2 · Cavalier blanc sur case noire b2 · Pion blanc sur case noire d2 · Pion blanc sur case noire f2 · Dame blanche sur case noire a1 · Tour blanche sur case blanche b1 | Fou blanc sur case blanche a8 · Dame noire sur case noire b8 · Fou blanc sur case noire d8 · Roi blanc sur case noire f8 · Pion blanc sur case blanche d7 · Pion noir sur case noire e7 · Cavalier blanc sur case blanche f7 · Pion blanc sur case blanche a6 · Pion blanc sur case blanche e6 · Pion noir sur case noire f6 · Pion blanc sur case noire a5 · Pion noir sur case noire c5 · Pion blanc sur case blanche f5 · Pion blanc sur case blanche c4 · Roi noir sur case noire d4 · Fou noir sur case noire f4 · Tour blanche sur case noire h4 · Pion noir sur case blanche b3 · Pion noir sur case blanche a2 · Cavalier blanc sur case noire b2 · Pion blanc sur case noire d2 · Pion blanc sur case noire f2 · Dame blanche sur case noire a1 · Tour blanche sur case blanche b1 | Fou blanc sur case blanche a8 · Dame noire sur case noire b8 · Fou blanc sur case noire d8 · Roi blanc sur case noire f8 · Pion blanc sur case blanche d7 · Pion noir sur case noire e7 · Cavalier blanc sur case blanche f7 · Pion blanc sur case blanche a6 · Pion blanc sur case blanche e6 · Pion noir sur case noire f6 · Pion blanc sur case noire a5 · Pion noir sur case noire c5 · Pion blanc sur case blanche f5 · Pion blanc sur case blanche c4 · Roi noir sur case noire d4 · Fou noir sur case noire f4 · Tour blanche sur case noire h4 · Pion noir sur case blanche b3 · Pion noir sur case blanche a2 · Cavalier blanc sur case noire b2 · Pion blanc sur case noire d2 · Pion blanc sur case noire f2 · Dame blanche sur case noire a1 · Tour blanche sur case blanche b1 | Fou blanc sur case blanche a8 · Dame noire sur case noire b8 · Fou blanc sur case noire d8 · Roi blanc sur case noire f8 · Pion blanc sur case blanche d7 · Pion noir sur case noire e7 · Cavalier blanc sur case blanche f7 · Pion blanc sur case blanche a6 · Pion blanc sur case blanche e6 · Pion noir sur case noire f6 · Pion blanc sur case noire a5 · Pion noir sur case noire c5 · Pion blanc sur case blanche f5 · Pion blanc sur case blanche c4 · Roi noir sur case noire d4 · Fou noir sur case noire f4 · Tour blanche sur case noire h4 · Pion noir sur case blanche b3 · Pion noir sur case blanche a2 · Cavalier blanc sur case noire b2 · Pion blanc sur case noire d2 · Pion blanc sur case noire f2 · Dame blanche sur case noire a1 · Tour blanche sur case blanche b1 | 5 |
| 4 | Fou blanc sur case blanche a8 · Dame noire sur case noire b8 · Fou blanc sur case noire d8 · Roi blanc sur case noire f8 · Pion blanc sur case blanche d7 · Pion noir sur case noire e7 · Cavalier blanc sur case blanche f7 · Pion blanc sur case blanche a6 · Pion blanc sur case blanche e6 · Pion noir sur case noire f6 · Pion blanc sur case noire a5 · Pion noir sur case noire c5 · Pion blanc sur case blanche f5 · Pion blanc sur case blanche c4 · Roi noir sur case noire d4 · Fou noir sur case noire f4 · Tour blanche sur case noire h4 · Pion noir sur case blanche b3 · Pion noir sur case blanche a2 · Cavalier blanc sur case noire b2 · Pion blanc sur case noire d2 · Pion blanc sur case noire f2 · Dame blanche sur case noire a1 · Tour blanche sur case blanche b1 | Fou blanc sur case blanche a8 · Dame noire sur case noire b8 · Fou blanc sur case noire d8 · Roi blanc sur case noire f8 · Pion blanc sur case blanche d7 · Pion noir sur case noire e7 · Cavalier blanc sur case blanche f7 · Pion blanc sur case blanche a6 · Pion blanc sur case blanche e6 · Pion noir sur case noire f6 · Pion blanc sur case noire a5 · Pion noir sur case noire c5 · Pion blanc sur case blanche f5 · Pion blanc sur case blanche c4 · Roi noir sur case noire d4 · Fou noir sur case noire f4 · Tour blanche sur case noire h4 · Pion noir sur case blanche b3 · Pion noir sur case blanche a2 · Cavalier blanc sur case noire b2 · Pion blanc sur case noire d2 · Pion blanc sur case noire f2 · Dame blanche sur case noire a1 · Tour blanche sur case blanche b1 | Fou blanc sur case blanche a8 · Dame noire sur case noire b8 · Fou blanc sur case noire d8 · Roi blanc sur case noire f8 · Pion blanc sur case blanche d7 · Pion noir sur case noire e7 · Cavalier blanc sur case blanche f7 · Pion blanc sur case blanche a6 · Pion blanc sur case blanche e6 · Pion noir sur case noire f6 · Pion blanc sur case noire a5 · Pion noir sur case noire c5 · Pion blanc sur case blanche f5 · Pion blanc sur case blanche c4 · Roi noir sur case noire d4 · Fou noir sur case noire f4 · Tour blanche sur case noire h4 · Pion noir sur case blanche b3 · Pion noir sur case blanche a2 · Cavalier blanc sur case noire b2 · Pion blanc sur case noire d2 · Pion blanc sur case noire f2 · Dame blanche sur case noire a1 · Tour blanche sur case blanche b1 | Fou blanc sur case blanche a8 · Dame noire sur case noire b8 · Fou blanc sur case noire d8 · Roi blanc sur case noire f8 · Pion blanc sur case blanche d7 · Pion noir sur case noire e7 · Cavalier blanc sur case blanche f7 · Pion blanc sur case blanche a6 · Pion blanc sur case blanche e6 · Pion noir sur case noire f6 · Pion blanc sur case noire a5 · Pion noir sur case noire c5 · Pion blanc sur case blanche f5 · Pion blanc sur case blanche c4 · Roi noir sur case noire d4 · Fou noir sur case noire f4 · Tour blanche sur case noire h4 · Pion noir sur case blanche b3 · Pion noir sur case blanche a2 · Cavalier blanc sur case noire b2 · Pion blanc sur case noire d2 · Pion blanc sur case noire f2 · Dame blanche sur case noire a1 · Tour blanche sur case blanche b1 | Fou blanc sur case blanche a8 · Dame noire sur case noire b8 · Fou blanc sur case noire d8 · Roi blanc sur case noire f8 · Pion blanc sur case blanche d7 · Pion noir sur case noire e7 · Cavalier blanc sur case blanche f7 · Pion blanc sur case blanche a6 · Pion blanc sur case blanche e6 · Pion noir sur case noire f6 · Pion blanc sur case noire a5 · Pion noir sur case noire c5 · Pion blanc sur case blanche f5 · Pion blanc sur case blanche c4 · Roi noir sur case noire d4 · Fou noir sur case noire f4 · Tour blanche sur case noire h4 · Pion noir sur case blanche b3 · Pion noir sur case blanche a2 · Cavalier blanc sur case noire b2 · Pion blanc sur case noire d2 · Pion blanc sur case noire f2 · Dame blanche sur case noire a1 · Tour blanche sur case blanche b1 | Fou blanc sur case blanche a8 · Dame noire sur case noire b8 · Fou blanc sur case noire d8 · Roi blanc sur case noire f8 · Pion blanc sur case blanche d7 · Pion noir sur case noire e7 · Cavalier blanc sur case blanche f7 · Pion blanc sur case blanche a6 · Pion blanc sur case blanche e6 · Pion noir sur case noire f6 · Pion blanc sur case noire a5 · Pion noir sur case noire c5 · Pion blanc sur case blanche f5 · Pion blanc sur case blanche c4 · Roi noir sur case noire d4 · Fou noir sur case noire f4 · Tour blanche sur case noire h4 · Pion noir sur case blanche b3 · Pion noir sur case blanche a2 · Cavalier blanc sur case noire b2 · Pion blanc sur case noire d2 · Pion blanc sur case noire f2 · Dame blanche sur case noire a1 · Tour blanche sur case blanche b1 | Fou blanc sur case blanche a8 · Dame noire sur case noire b8 · Fou blanc sur case noire d8 · Roi blanc sur case noire f8 · Pion blanc sur case blanche d7 · Pion noir sur case noire e7 · Cavalier blanc sur case blanche f7 · Pion blanc sur case blanche a6 · Pion blanc sur case blanche e6 · Pion noir sur case noire f6 · Pion blanc sur case noire a5 · Pion noir sur case noire c5 · Pion blanc sur case blanche f5 · Pion blanc sur case blanche c4 · Roi noir sur case noire d4 · Fou noir sur case noire f4 · Tour blanche sur case noire h4 · Pion noir sur case blanche b3 · Pion noir sur case blanche a2 · Cavalier blanc sur case noire b2 · Pion blanc sur case noire d2 · Pion blanc sur case noire f2 · Dame blanche sur case noire a1 · Tour blanche sur case blanche b1 | Fou blanc sur case blanche a8 · Dame noire sur case noire b8 · Fou blanc sur case noire d8 · Roi blanc sur case noire f8 · Pion blanc sur case blanche d7 · Pion noir sur case noire e7 · Cavalier blanc sur case blanche f7 · Pion blanc sur case blanche a6 · Pion blanc sur case blanche e6 · Pion noir sur case noire f6 · Pion blanc sur case noire a5 · Pion noir sur case noire c5 · Pion blanc sur case blanche f5 · Pion blanc sur case blanche c4 · Roi noir sur case noire d4 · Fou noir sur case noire f4 · Tour blanche sur case noire h4 · Pion noir sur case blanche b3 · Pion noir sur case blanche a2 · Cavalier blanc sur case noire b2 · Pion blanc sur case noire d2 · Pion blanc sur case noire f2 · Dame blanche sur case noire a1 · Tour blanche sur case blanche b1 | 4 |
| 3 | Fou blanc sur case blanche a8 · Dame noire sur case noire b8 · Fou blanc sur case noire d8 · Roi blanc sur case noire f8 · Pion blanc sur case blanche d7 · Pion noir sur case noire e7 · Cavalier blanc sur case blanche f7 · Pion blanc sur case blanche a6 · Pion blanc sur case blanche e6 · Pion noir sur case noire f6 · Pion blanc sur case noire a5 · Pion noir sur case noire c5 · Pion blanc sur case blanche f5 · Pion blanc sur case blanche c4 · Roi noir sur case noire d4 · Fou noir sur case noire f4 · Tour blanche sur case noire h4 · Pion noir sur case blanche b3 · Pion noir sur case blanche a2 · Cavalier blanc sur case noire b2 · Pion blanc sur case noire d2 · Pion blanc sur case noire f2 · Dame blanche sur case noire a1 · Tour blanche sur case blanche b1 | Fou blanc sur case blanche a8 · Dame noire sur case noire b8 · Fou blanc sur case noire d8 · Roi blanc sur case noire f8 · Pion blanc sur case blanche d7 · Pion noir sur case noire e7 · Cavalier blanc sur case blanche f7 · Pion blanc sur case blanche a6 · Pion blanc sur case blanche e6 · Pion noir sur case noire f6 · Pion blanc sur case noire a5 · Pion noir sur case noire c5 · Pion blanc sur case blanche f5 · Pion blanc sur case blanche c4 · Roi noir sur case noire d4 · Fou noir sur case noire f4 · Tour blanche sur case noire h4 · Pion noir sur case blanche b3 · Pion noir sur case blanche a2 · Cavalier blanc sur case noire b2 · Pion blanc sur case noire d2 · Pion blanc sur case noire f2 · Dame blanche sur case noire a1 · Tour blanche sur case blanche b1 | Fou blanc sur case blanche a8 · Dame noire sur case noire b8 · Fou blanc sur case noire d8 · Roi blanc sur case noire f8 · Pion blanc sur case blanche d7 · Pion noir sur case noire e7 · Cavalier blanc sur case blanche f7 · Pion blanc sur case blanche a6 · Pion blanc sur case blanche e6 · Pion noir sur case noire f6 · Pion blanc sur case noire a5 · Pion noir sur case noire c5 · Pion blanc sur case blanche f5 · Pion blanc sur case blanche c4 · Roi noir sur case noire d4 · Fou noir sur case noire f4 · Tour blanche sur case noire h4 · Pion noir sur case blanche b3 · Pion noir sur case blanche a2 · Cavalier blanc sur case noire b2 · Pion blanc sur case noire d2 · Pion blanc sur case noire f2 · Dame blanche sur case noire a1 · Tour blanche sur case blanche b1 | Fou blanc sur case blanche a8 · Dame noire sur case noire b8 · Fou blanc sur case noire d8 · Roi blanc sur case noire f8 · Pion blanc sur case blanche d7 · Pion noir sur case noire e7 · Cavalier blanc sur case blanche f7 · Pion blanc sur case blanche a6 · Pion blanc sur case blanche e6 · Pion noir sur case noire f6 · Pion blanc sur case noire a5 · Pion noir sur case noire c5 · Pion blanc sur case blanche f5 · Pion blanc sur case blanche c4 · Roi noir sur case noire d4 · Fou noir sur case noire f4 · Tour blanche sur case noire h4 · Pion noir sur case blanche b3 · Pion noir sur case blanche a2 · Cavalier blanc sur case noire b2 · Pion blanc sur case noire d2 · Pion blanc sur case noire f2 · Dame blanche sur case noire a1 · Tour blanche sur case blanche b1 | Fou blanc sur case blanche a8 · Dame noire sur case noire b8 · Fou blanc sur case noire d8 · Roi blanc sur case noire f8 · Pion blanc sur case blanche d7 · Pion noir sur case noire e7 · Cavalier blanc sur case blanche f7 · Pion blanc sur case blanche a6 · Pion blanc sur case blanche e6 · Pion noir sur case noire f6 · Pion blanc sur case noire a5 · Pion noir sur case noire c5 · Pion blanc sur case blanche f5 · Pion blanc sur case blanche c4 · Roi noir sur case noire d4 · Fou noir sur case noire f4 · Tour blanche sur case noire h4 · Pion noir sur case blanche b3 · Pion noir sur case blanche a2 · Cavalier blanc sur case noire b2 · Pion blanc sur case noire d2 · Pion blanc sur case noire f2 · Dame blanche sur case noire a1 · Tour blanche sur case blanche b1 | Fou blanc sur case blanche a8 · Dame noire sur case noire b8 · Fou blanc sur case noire d8 · Roi blanc sur case noire f8 · Pion blanc sur case blanche d7 · Pion noir sur case noire e7 · Cavalier blanc sur case blanche f7 · Pion blanc sur case blanche a6 · Pion blanc sur case blanche e6 · Pion noir sur case noire f6 · Pion blanc sur case noire a5 · Pion noir sur case noire c5 · Pion blanc sur case blanche f5 · Pion blanc sur case blanche c4 · Roi noir sur case noire d4 · Fou noir sur case noire f4 · Tour blanche sur case noire h4 · Pion noir sur case blanche b3 · Pion noir sur case blanche a2 · Cavalier blanc sur case noire b2 · Pion blanc sur case noire d2 · Pion blanc sur case noire f2 · Dame blanche sur case noire a1 · Tour blanche sur case blanche b1 | Fou blanc sur case blanche a8 · Dame noire sur case noire b8 · Fou blanc sur case noire d8 · Roi blanc sur case noire f8 · Pion blanc sur case blanche d7 · Pion noir sur case noire e7 · Cavalier blanc sur case blanche f7 · Pion blanc sur case blanche a6 · Pion blanc sur case blanche e6 · Pion noir sur case noire f6 · Pion blanc sur case noire a5 · Pion noir sur case noire c5 · Pion blanc sur case blanche f5 · Pion blanc sur case blanche c4 · Roi noir sur case noire d4 · Fou noir sur case noire f4 · Tour blanche sur case noire h4 · Pion noir sur case blanche b3 · Pion noir sur case blanche a2 · Cavalier blanc sur case noire b2 · Pion blanc sur case noire d2 · Pion blanc sur case noire f2 · Dame blanche sur case noire a1 · Tour blanche sur case blanche b1 | Fou blanc sur case blanche a8 · Dame noire sur case noire b8 · Fou blanc sur case noire d8 · Roi blanc sur case noire f8 · Pion blanc sur case blanche d7 · Pion noir sur case noire e7 · Cavalier blanc sur case blanche f7 · Pion blanc sur case blanche a6 · Pion blanc sur case blanche e6 · Pion noir sur case noire f6 · Pion blanc sur case noire a5 · Pion noir sur case noire c5 · Pion blanc sur case blanche f5 · Pion blanc sur case blanche c4 · Roi noir sur case noire d4 · Fou noir sur case noire f4 · Tour blanche sur case noire h4 · Pion noir sur case blanche b3 · Pion noir sur case blanche a2 · Cavalier blanc sur case noire b2 · Pion blanc sur case noire d2 · Pion blanc sur case noire f2 · Dame blanche sur case noire a1 · Tour blanche sur case blanche b1 | 3 |
| 2 | Fou blanc sur case blanche a8 · Dame noire sur case noire b8 · Fou blanc sur case noire d8 · Roi blanc sur case noire f8 · Pion blanc sur case blanche d7 · Pion noir sur case noire e7 · Cavalier blanc sur case blanche f7 · Pion blanc sur case blanche a6 · Pion blanc sur case blanche e6 · Pion noir sur case noire f6 · Pion blanc sur case noire a5 · Pion noir sur case noire c5 · Pion blanc sur case blanche f5 · Pion blanc sur case blanche c4 · Roi noir sur case noire d4 · Fou noir sur case noire f4 · Tour blanche sur case noire h4 · Pion noir sur case blanche b3 · Pion noir sur case blanche a2 · Cavalier blanc sur case noire b2 · Pion blanc sur case noire d2 · Pion blanc sur case noire f2 · Dame blanche sur case noire a1 · Tour blanche sur case blanche b1 | Fou blanc sur case blanche a8 · Dame noire sur case noire b8 · Fou blanc sur case noire d8 · Roi blanc sur case noire f8 · Pion blanc sur case blanche d7 · Pion noir sur case noire e7 · Cavalier blanc sur case blanche f7 · Pion blanc sur case blanche a6 · Pion blanc sur case blanche e6 · Pion noir sur case noire f6 · Pion blanc sur case noire a5 · Pion noir sur case noire c5 · Pion blanc sur case blanche f5 · Pion blanc sur case blanche c4 · Roi noir sur case noire d4 · Fou noir sur case noire f4 · Tour blanche sur case noire h4 · Pion noir sur case blanche b3 · Pion noir sur case blanche a2 · Cavalier blanc sur case noire b2 · Pion blanc sur case noire d2 · Pion blanc sur case noire f2 · Dame blanche sur case noire a1 · Tour blanche sur case blanche b1 | Fou blanc sur case blanche a8 · Dame noire sur case noire b8 · Fou blanc sur case noire d8 · Roi blanc sur case noire f8 · Pion blanc sur case blanche d7 · Pion noir sur case noire e7 · Cavalier blanc sur case blanche f7 · Pion blanc sur case blanche a6 · Pion blanc sur case blanche e6 · Pion noir sur case noire f6 · Pion blanc sur case noire a5 · Pion noir sur case noire c5 · Pion blanc sur case blanche f5 · Pion blanc sur case blanche c4 · Roi noir sur case noire d4 · Fou noir sur case noire f4 · Tour blanche sur case noire h4 · Pion noir sur case blanche b3 · Pion noir sur case blanche a2 · Cavalier blanc sur case noire b2 · Pion blanc sur case noire d2 · Pion blanc sur case noire f2 · Dame blanche sur case noire a1 · Tour blanche sur case blanche b1 | Fou blanc sur case blanche a8 · Dame noire sur case noire b8 · Fou blanc sur case noire d8 · Roi blanc sur case noire f8 · Pion blanc sur case blanche d7 · Pion noir sur case noire e7 · Cavalier blanc sur case blanche f7 · Pion blanc sur case blanche a6 · Pion blanc sur case blanche e6 · Pion noir sur case noire f6 · Pion blanc sur case noire a5 · Pion noir sur case noire c5 · Pion blanc sur case blanche f5 · Pion blanc sur case blanche c4 · Roi noir sur case noire d4 · Fou noir sur case noire f4 · Tour blanche sur case noire h4 · Pion noir sur case blanche b3 · Pion noir sur case blanche a2 · Cavalier blanc sur case noire b2 · Pion blanc sur case noire d2 · Pion blanc sur case noire f2 · Dame blanche sur case noire a1 · Tour blanche sur case blanche b1 | Fou blanc sur case blanche a8 · Dame noire sur case noire b8 · Fou blanc sur case noire d8 · Roi blanc sur case noire f8 · Pion blanc sur case blanche d7 · Pion noir sur case noire e7 · Cavalier blanc sur case blanche f7 · Pion blanc sur case blanche a6 · Pion blanc sur case blanche e6 · Pion noir sur case noire f6 · Pion blanc sur case noire a5 · Pion noir sur case noire c5 · Pion blanc sur case blanche f5 · Pion blanc sur case blanche c4 · Roi noir sur case noire d4 · Fou noir sur case noire f4 · Tour blanche sur case noire h4 · Pion noir sur case blanche b3 · Pion noir sur case blanche a2 · Cavalier blanc sur case noire b2 · Pion blanc sur case noire d2 · Pion blanc sur case noire f2 · Dame blanche sur case noire a1 · Tour blanche sur case blanche b1 | Fou blanc sur case blanche a8 · Dame noire sur case noire b8 · Fou blanc sur case noire d8 · Roi blanc sur case noire f8 · Pion blanc sur case blanche d7 · Pion noir sur case noire e7 · Cavalier blanc sur case blanche f7 · Pion blanc sur case blanche a6 · Pion blanc sur case blanche e6 · Pion noir sur case noire f6 · Pion blanc sur case noire a5 · Pion noir sur case noire c5 · Pion blanc sur case blanche f5 · Pion blanc sur case blanche c4 · Roi noir sur case noire d4 · Fou noir sur case noire f4 · Tour blanche sur case noire h4 · Pion noir sur case blanche b3 · Pion noir sur case blanche a2 · Cavalier blanc sur case noire b2 · Pion blanc sur case noire d2 · Pion blanc sur case noire f2 · Dame blanche sur case noire a1 · Tour blanche sur case blanche b1 | Fou blanc sur case blanche a8 · Dame noire sur case noire b8 · Fou blanc sur case noire d8 · Roi blanc sur case noire f8 · Pion blanc sur case blanche d7 · Pion noir sur case noire e7 · Cavalier blanc sur case blanche f7 · Pion blanc sur case blanche a6 · Pion blanc sur case blanche e6 · Pion noir sur case noire f6 · Pion blanc sur case noire a5 · Pion noir sur case noire c5 · Pion blanc sur case blanche f5 · Pion blanc sur case blanche c4 · Roi noir sur case noire d4 · Fou noir sur case noire f4 · Tour blanche sur case noire h4 · Pion noir sur case blanche b3 · Pion noir sur case blanche a2 · Cavalier blanc sur case noire b2 · Pion blanc sur case noire d2 · Pion blanc sur case noire f2 · Dame blanche sur case noire a1 · Tour blanche sur case blanche b1 | Fou blanc sur case blanche a8 · Dame noire sur case noire b8 · Fou blanc sur case noire d8 · Roi blanc sur case noire f8 · Pion blanc sur case blanche d7 · Pion noir sur case noire e7 · Cavalier blanc sur case blanche f7 · Pion blanc sur case blanche a6 · Pion blanc sur case blanche e6 · Pion noir sur case noire f6 · Pion blanc sur case noire a5 · Pion noir sur case noire c5 · Pion blanc sur case blanche f5 · Pion blanc sur case blanche c4 · Roi noir sur case noire d4 · Fou noir sur case noire f4 · Tour blanche sur case noire h4 · Pion noir sur case blanche b3 · Pion noir sur case blanche a2 · Cavalier blanc sur case noire b2 · Pion blanc sur case noire d2 · Pion blanc sur case noire f2 · Dame blanche sur case noire a1 · Tour blanche sur case blanche b1 | 2 |
| 1 | Fou blanc sur case blanche a8 · Dame noire sur case noire b8 · Fou blanc sur case noire d8 · Roi blanc sur case noire f8 · Pion blanc sur case blanche d7 · Pion noir sur case noire e7 · Cavalier blanc sur case blanche f7 · Pion blanc sur case blanche a6 · Pion blanc sur case blanche e6 · Pion noir sur case noire f6 · Pion blanc sur case noire a5 · Pion noir sur case noire c5 · Pion blanc sur case blanche f5 · Pion blanc sur case blanche c4 · Roi noir sur case noire d4 · Fou noir sur case noire f4 · Tour blanche sur case noire h4 · Pion noir sur case blanche b3 · Pion noir sur case blanche a2 · Cavalier blanc sur case noire b2 · Pion blanc sur case noire d2 · Pion blanc sur case noire f2 · Dame blanche sur case noire a1 · Tour blanche sur case blanche b1 | Fou blanc sur case blanche a8 · Dame noire sur case noire b8 · Fou blanc sur case noire d8 · Roi blanc sur case noire f8 · Pion blanc sur case blanche d7 · Pion noir sur case noire e7 · Cavalier blanc sur case blanche f7 · Pion blanc sur case blanche a6 · Pion blanc sur case blanche e6 · Pion noir sur case noire f6 · Pion blanc sur case noire a5 · Pion noir sur case noire c5 · Pion blanc sur case blanche f5 · Pion blanc sur case blanche c4 · Roi noir sur case noire d4 · Fou noir sur case noire f4 · Tour blanche sur case noire h4 · Pion noir sur case blanche b3 · Pion noir sur case blanche a2 · Cavalier blanc sur case noire b2 · Pion blanc sur case noire d2 · Pion blanc sur case noire f2 · Dame blanche sur case noire a1 · Tour blanche sur case blanche b1 | Fou blanc sur case blanche a8 · Dame noire sur case noire b8 · Fou blanc sur case noire d8 · Roi blanc sur case noire f8 · Pion blanc sur case blanche d7 · Pion noir sur case noire e7 · Cavalier blanc sur case blanche f7 · Pion blanc sur case blanche a6 · Pion blanc sur case blanche e6 · Pion noir sur case noire f6 · Pion blanc sur case noire a5 · Pion noir sur case noire c5 · Pion blanc sur case blanche f5 · Pion blanc sur case blanche c4 · Roi noir sur case noire d4 · Fou noir sur case noire f4 · Tour blanche sur case noire h4 · Pion noir sur case blanche b3 · Pion noir sur case blanche a2 · Cavalier blanc sur case noire b2 · Pion blanc sur case noire d2 · Pion blanc sur case noire f2 · Dame blanche sur case noire a1 · Tour blanche sur case blanche b1 | Fou blanc sur case blanche a8 · Dame noire sur case noire b8 · Fou blanc sur case noire d8 · Roi blanc sur case noire f8 · Pion blanc sur case blanche d7 · Pion noir sur case noire e7 · Cavalier blanc sur case blanche f7 · Pion blanc sur case blanche a6 · Pion blanc sur case blanche e6 · Pion noir sur case noire f6 · Pion blanc sur case noire a5 · Pion noir sur case noire c5 · Pion blanc sur case blanche f5 · Pion blanc sur case blanche c4 · Roi noir sur case noire d4 · Fou noir sur case noire f4 · Tour blanche sur case noire h4 · Pion noir sur case blanche b3 · Pion noir sur case blanche a2 · Cavalier blanc sur case noire b2 · Pion blanc sur case noire d2 · Pion blanc sur case noire f2 · Dame blanche sur case noire a1 · Tour blanche sur case blanche b1 | Fou blanc sur case blanche a8 · Dame noire sur case noire b8 · Fou blanc sur case noire d8 · Roi blanc sur case noire f8 · Pion blanc sur case blanche d7 · Pion noir sur case noire e7 · Cavalier blanc sur case blanche f7 · Pion blanc sur case blanche a6 · Pion blanc sur case blanche e6 · Pion noir sur case noire f6 · Pion blanc sur case noire a5 · Pion noir sur case noire c5 · Pion blanc sur case blanche f5 · Pion blanc sur case blanche c4 · Roi noir sur case noire d4 · Fou noir sur case noire f4 · Tour blanche sur case noire h4 · Pion noir sur case blanche b3 · Pion noir sur case blanche a2 · Cavalier blanc sur case noire b2 · Pion blanc sur case noire d2 · Pion blanc sur case noire f2 · Dame blanche sur case noire a1 · Tour blanche sur case blanche b1 | Fou blanc sur case blanche a8 · Dame noire sur case noire b8 · Fou blanc sur case noire d8 · Roi blanc sur case noire f8 · Pion blanc sur case blanche d7 · Pion noir sur case noire e7 · Cavalier blanc sur case blanche f7 · Pion blanc sur case blanche a6 · Pion blanc sur case blanche e6 · Pion noir sur case noire f6 · Pion blanc sur case noire a5 · Pion noir sur case noire c5 · Pion blanc sur case blanche f5 · Pion blanc sur case blanche c4 · Roi noir sur case noire d4 · Fou noir sur case noire f4 · Tour blanche sur case noire h4 · Pion noir sur case blanche b3 · Pion noir sur case blanche a2 · Cavalier blanc sur case noire b2 · Pion blanc sur case noire d2 · Pion blanc sur case noire f2 · Dame blanche sur case noire a1 · Tour blanche sur case blanche b1 | Fou blanc sur case blanche a8 · Dame noire sur case noire b8 · Fou blanc sur case noire d8 · Roi blanc sur case noire f8 · Pion blanc sur case blanche d7 · Pion noir sur case noire e7 · Cavalier blanc sur case blanche f7 · Pion blanc sur case blanche a6 · Pion blanc sur case blanche e6 · Pion noir sur case noire f6 · Pion blanc sur case noire a5 · Pion noir sur case noire c5 · Pion blanc sur case blanche f5 · Pion blanc sur case blanche c4 · Roi noir sur case noire d4 · Fou noir sur case noire f4 · Tour blanche sur case noire h4 · Pion noir sur case blanche b3 · Pion noir sur case blanche a2 · Cavalier blanc sur case noire b2 · Pion blanc sur case noire d2 · Pion blanc sur case noire f2 · Dame blanche sur case noire a1 · Tour blanche sur case blanche b1 | Fou blanc sur case blanche a8 · Dame noire sur case noire b8 · Fou blanc sur case noire d8 · Roi blanc sur case noire f8 · Pion blanc sur case blanche d7 · Pion noir sur case noire e7 · Cavalier blanc sur case blanche f7 · Pion blanc sur case blanche a6 · Pion blanc sur case blanche e6 · Pion noir sur case noire f6 · Pion blanc sur case noire a5 · Pion noir sur case noire c5 · Pion blanc sur case blanche f5 · Pion blanc sur case blanche c4 · Roi noir sur case noire d4 · Fou noir sur case noire f4 · Tour blanche sur case noire h4 · Pion noir sur case blanche b3 · Pion noir sur case blanche a2 · Cavalier blanc sur case noire b2 · Pion blanc sur case noire d2 · Pion blanc sur case noire f2 · Dame blanche sur case noire a1 · Tour blanche sur case blanche b1 | 1 |
|   | a | b | c | d | e | f | g | h |   |

Solution : 1.a7
- 1...axb1=D 2.axb8=D! Dxb2 3.Dxb3 Dxa1 4.Txf4#
- 1...axb1=T 2.axb8=T! Txb2 3.Txb3 Rxc4 4.Dxa4#
- 1...axb1=F 2.axb8=F! Fe4 3.Fxf4 F ad lib 4.Fe3# ; Fe5#
- 1...axb1=C 2.axb8=C Cxd2 3.Dc1 Cf1 4.Txf4# (si 3...Ce4 4.Cc6#)
- 1...Dxa8 2.Txf4+   De4 3.a8=D Dxf4 4.Dd5# (si 3...axb1=D,F 4.Dd5#)
- 1...Dxd8+  2.Rg7 axb1=D,F 3.Txf4 D,Fe4 4.Txe4# (si 2...D+ 3.RxD axb1=D,F 4.d8=D#)
- 1...De5 2.Fxe7 axb1=D,F 3.d8=D+ Dd6 4.Dxd6# (si 2...Dd6 3.Cxd6 Re5 4.Cd3# ; si 3...Dxd5 4.Dxd5#)
- 1...Dd6 2.Te1 De5 3.Cxe5 fxe5 4.Te4#